# Gueorgui Chicherin
Gueorgui Vasílievich Chicherin (en ruso: Гео́ргий Васи́льевич Чиче́рин; finca Karaúl, Gobernación de Tambov, Imperio ruso, 12 de noviembrejul./ 24 de noviembre de 1872greg. - Moscú, URSS, 7 de julio de 1936) fue un político ruso revolucionario y ministro soviético de Asuntos Exteriores de 1918 a 1930.
De ascendencia noble, espléndido representante de la intelectualidad rusa del siglo xix, trabajó en su juventud en los archivos del Ministerio de Asuntos Exteriores Ruso. Contrario al régimen zarista, cooperó primero con los socialistas-revolucionarios antes de hacerse socialdemócrata ya en el exilio. Bolchevique al comienzo de las disputas del Partido Obrero Socialdemócrata de Rusia (POSDR), en 1905, tras el fracaso de la Revolución rusa de 1905 pasó a militar con los Mencheviques. Entre 1907 y 1914, como secretario de la Oficina Central en el Extranjero del POSDR, demostró ser un crítico acerbo de Lenin y sus seguidores. Activo en los movimientos socialistas de Europa Occidental, acabó desilusionado por el conservadurismo y moderación de estos y de los mencheviques.
Se hallaba en Francia cuando estalló la Primera Guerra Mundial y, tras pasar por Bélgica donde residía, huyó casi inmediatamente a Gran Bretaña para escapar del avance alemán. Tras un pasajero apoyo contradictorio a la guerra, adoptó una posición claramente internacionalista, contraria al conflicto. Esto lo llevó a acercarse de nuevo a los bolcheviques, que sostenían una actitud similar. Pasó la guerra hasta 1917, en Gran Bretaña, donde trató de propagar el internacionalismo antibelicista tanto entre la emigración rusa en el país como entre los socialistas británicos. Detenido por el gobierno de Londres por sus actividades contra la guerra, el nuevo Gobierno bolchevique surgido de la Revolución de Octubre logró su liberación a finales de 1919.
Regresó a Rusia y fue nombrado primero vicecomisario —viceministro— de Asuntos Exteriores y, poco después, comisario del pueblo —ministro—. Artífice de la expansión del Comisariado del Pueblo de Asuntos Exteriores de la URSS a lo largo de la década de 1920, instrumento de la defensa del sistema soviético durante estos años, se labró una excelente reputación como diplomático entre sus colegas europeos. Combinó con habilidad los intereses tradicionales de Rusia como gran potencia con la defensa del socialismo y del sistema soviético; sin abandonar la meta de la extensión del socialismo, propugnó un sistema de relaciones pacíficas con las potencias occidentales, al tiempo que trataba de evitar una alianza de estas contra Rusia, enfrentándolas entre sí. Contribuyó notablemente al afianzamiento del gobierno soviético durante su largo periodo al frente del comisariado, de 1918 a 1930. A pesar de no pertenecer al Politburó del PCUS y de no decidir la política exterior de la URSS, su estilo marcó esta a lo largo de la década en la que encabezó el ministerio. Desde el comienzo de su largo periodo al frente del ministerio, forjó una estrecha relación de colaboración con Lenin, que le permitió enfrentarse a la hostilidad de algunos miembros del partido.
Entre 1921 y 1924, logró que todas las grandes potencias —a excepción de los Estados Unidos— reconociesen oficialmente al Gobierno soviético. Consideraba a Alemania clave para la política exterior soviética y alcanzó la cima de su carrera diplomática al firmar con esta en 1922 el Tratado de Rapallo, que puso fin al aislamiento de la URSS entre las potencias y garantizó la neutralidad alemana en caso de conflicto con ellas. Para Chicherin, la separación de Alemania del resto de potencias favorecía la seguridad soviética. Denodado opositor del imperialismo británico al que consideraba el principal enemigo del gobierno soviético, trató de minar su poderío fomentando los movimientos nacionalistas anticoloniales en Asia, especialmente tras el fracaso de la revolución en Europa a partir de 1923. Suspicaz sobre las intenciones de los vencedores de la Primera Guerra Mundial respecto a la URSS, prefirió apoyarse en Alemania y rechazó la Sociedad de Naciones, a la que opuso una política de tratados bilaterales de neutralidad y no agresión.
Gozó de mayor autonomía entre la muerte de Lenin en 1924 y el triunfo de Stalin en las disputas internas del partido comunista soviético a final de la década de 1920. Apartado de la dirección efectiva de la política exterior del país desde 1928 tanto por su enfermedad como por sus desavenencias con Stalin, este lo relevó al frente de la comisaría en 1930. Enfermo y retirado completamente de la política, falleció en Moscú en 1936.

## Origen familiar y primeros años

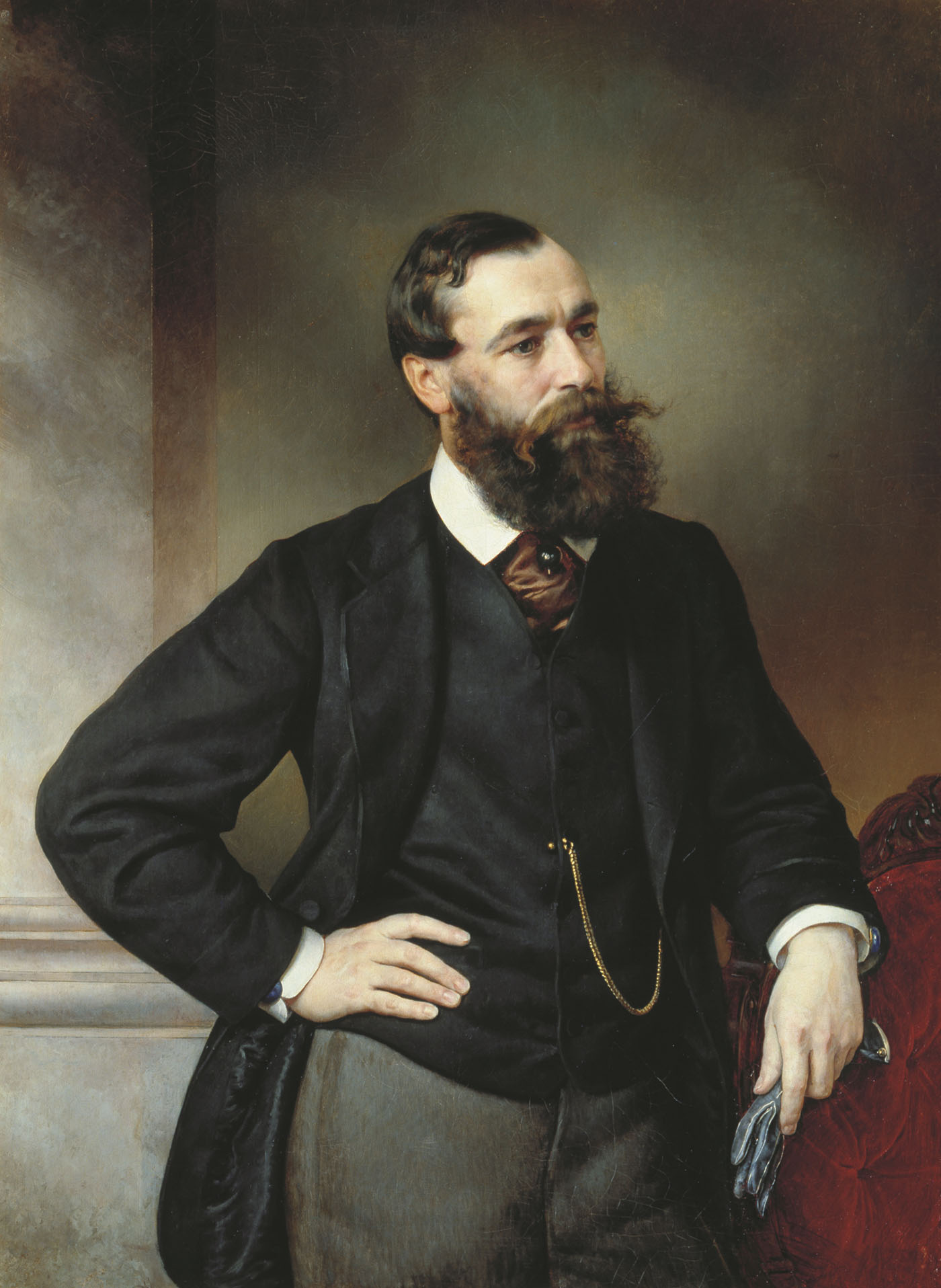
Borís Chicherin, destacado liberal, adversario del gobierno autocrático zarista y tío de Chicherin. A su muerte en 1904, legó sus bienes a su sobrino. La familia Chicherin era de tradición liberal.

Gueorgui Chicherin nació en una familia aristócrata de abolengo. Su antepasado Afanasi Chicherini había llegado a Rusia en 1472 en el séquito de Zoe Paleóloga —sobrina del último emperador bizantino, Constantino XI—, que desposó al duque de Moscú Iván III. La familia había desempeñado importantes cargos en la administración del ducado. Los miembros más famosos de la familia habían vivido en el siglo xix: el abuelo de Chicherin, Nikolái Vasílievich, erudito y liberal, había comprado la hacienda de Karaul donde nació el propio Chicherin. Uno de sus hijos, tío de Chicherin, había sido Borís Nikoláyevich, profesor de derecho en la Universidad de Moscú, más tarde alcalde de esta ciudad y liberal opuesto a la autocracia. El padre de Chicherin, Gueorgui Nikoláyevich, había seguido la carrera diplomática y se había casado con su madre, la baronesa Zhorzhina Yegórovna Meindorf —miembro de una de las familias más antiguas de la nobleza rusa— durante su estancia como secretario de la embajada rusa en Piamonte en 1859. En 1865, destinado Gueorgui Nikoláyevich en la embajada de París, nació el primer hijo de la pareja, Nikolái. A punto de ser nombrado embajador en los Estados Unidos, un incidente con un familiar de Zhorzhina Yegórovna hizo que Gueorgui Nikoláyevich abandonase la carrera diplomática y se retirase a las tierras de la familia en Tambov. Gueorgui Nikoláyevich y su esposa se habían convertido en radstokisty, seguidores de la secta evangélica pietista fundada por lord Radstock, que rechazaban entre otras cosas los duelos; esto llevó a Gueorgui Nikoláyevich a tener que negarse a batirse con el pariente de su esposa, lo que le dio fama de cobarde.
La familia se instaló en la hacienda de Pokrov, en el uyezd de Kozlov en 1859. Chicherin nació durante una visita a la casa de su tío Borís Nikoláyevich en Karaul, el 12 de noviembrejul./ 24 de noviembre de 1872greg.. La pareja tuvo un tercer vástago, la hermana menor de Chicherin, Sofía. Chicherin mostró desde niño una gran capacidad intelectual, fomentada por sus padres y cuyo desarrollo facilitó la amplia biblioteca familiar. Hábil con los idiomas —hablaba inglés, francés, alemán, italiano, polaco y serbio además de ruso—, se interesó desde muy joven por la historia. Dominaba, en efecto, los principales idiomas europeos y algunos asiáticos. El entorno familiar era intensamente religioso, característica acentuada tras el fallecimiento del padre de Chicherin en 1882. El reformismo social de la congregación a la que pertenecían sus padres —motivo de su disolución por las autoridades— también lo marcó intensamente.

## Estudios

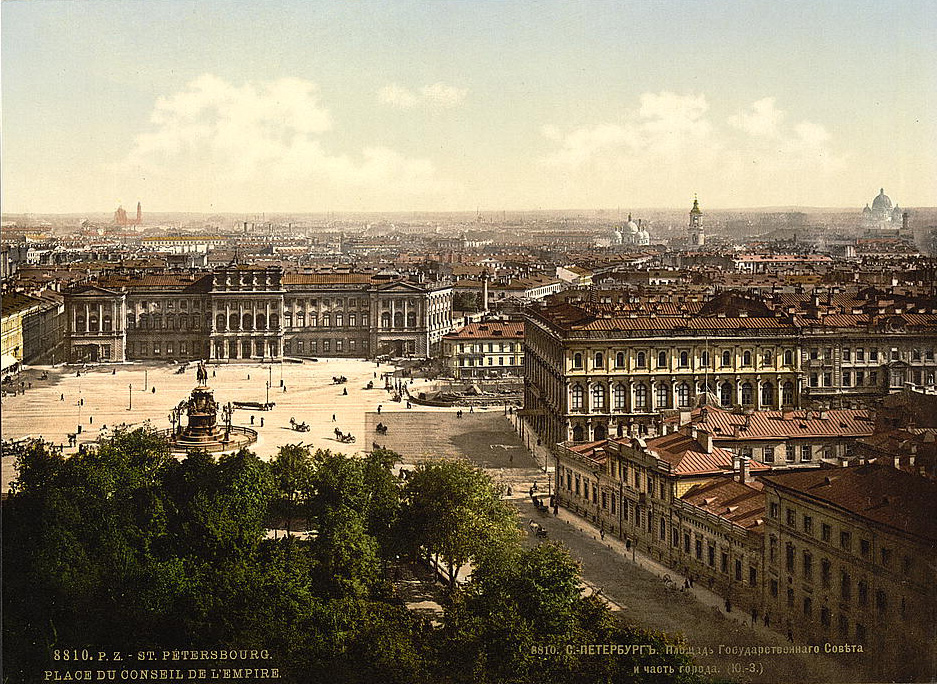
San Petersburgo, la capital del Imperio ruso, en torno al cambio de siglo. Chicherin se mudó a la ciudad con su familia en 1886, cursó estudios de historia en su universidad y más tarde trabajó varios años en el Ministerio de Asuntos Exteriores, hasta su marcha a Europa occidental en 1904.

Niño solitario y con problemas para relacionarse con los de su edad —no podía salir de casa sin permiso—, ingresó en el gimnasio de Tambov en 1884, con doce años. Había perdido a su padre dos años antes, fallecido de tuberculosis tras una larga enfermedad. Fascinado por la historia y por la música clásica (en especial con las obras de Richard Wagner, Beethoven y Mozart), aprendió a tocar el piano con notable habilidad y mantuvo el gusto por la música toda su vida. Buen estudiante y de extraordinaria inteligencia, mostró pronto un gran interés por aprender las más diversas materias. La familia se trasladó a San Petersburgo en 1886, donde Zhorzhina Yegórovna tenía estrechos contactos con la nobleza y podía dar mejor educación a sus hijos. Chicherin, destinado al cuerpo diplomático a pesar de su retraimiento y rechazo de la alta sociedad capitalina, ingresó en un gimnasio de la capital, del que se graduó en 1891 con notas excelentes. Se matriculó de inmediato en la Facultad de Historia de la ciudad donde nuevamente obtuvo sobresalientes calificaciones y de la que se graduó en 1895. A pesar de ello, Chicherin mostró pronto una notable inquietud por el sentido de la vida, que lo llevó a alejarse del pietismo familiar y buscar una filosofía que lo orientase. Con este fin, leyó vorazmente obras de filosofía y política y, en el otoño de 1895, decidió marchar a Europa occidental, aunque la enfermedad de su madre lo obligó a regresar a Rusia en 1897.

## Funcionario de Asuntos Exteriores
En enero de 1898, comenzó a trabajar en la sección de archivos del Ministerio de Asuntos Exteriores, movido por su interés por la historia, su rechazo al entorno aristocrático que envolvía la carrera diplomática a la que parecía destinado y su inseguridad vital. Especializado pronto en la diplomacia de la época de Alejandro II, escribió una larga biografía de su ministro de Asuntos Exteriores Aleksandr Gorchakov, que nunca llegó a publicarse.
Cada vez más alejado del entorno aristocrático familiar —especialmente tras el fallecimiento de su madre en 1897—, se instaló cerca de la estación de ferrocarril de Tsárskoye Seló, una zona relativamente modesta de la capital. Cada vez más radical, entró en contacto con células socialrevolucionarias de la ciudad, para las que ocultó escritos ilegales en su piso. Cada vez más, dedicó su tiempo libre al estudio de obras revolucionarias, en especial las de Karl Marx y Friedrich Engels. Temiendo que la policía acabase por descubrir sus contactos con los revolucionarios y deseoso de conocer las últimas obras revolucionarias europeas, en la primavera de 1904 decidió solicitar una excedencia del ministerio y marchar de nuevo a Europa occidental. A esto se unía su mala salud física y mental, que requería un tratamiento del que no podía disponer en Rusia. Oficialmente, Chicherin partió a Alemania como un simple funcionario en baja por enfermedad para recibir tratamiento.

## Revolucionario en el exilio

### Disensiones en elPOSDR
Aunque la estancia en Europa occidental debía haber sido corta, Chicherin no volvió a Rusia hasta enero de 1918. En 1904, influido por la educación pietista y el inconformismo de sus padres y por sus propias inquietudes que lo llevaban a abandonar su posición social privilegiada y dedicarse a poner remedio a las injusticias sociales de Rusia, se entregó a la causa de la revolución socialista en su versión marxista.

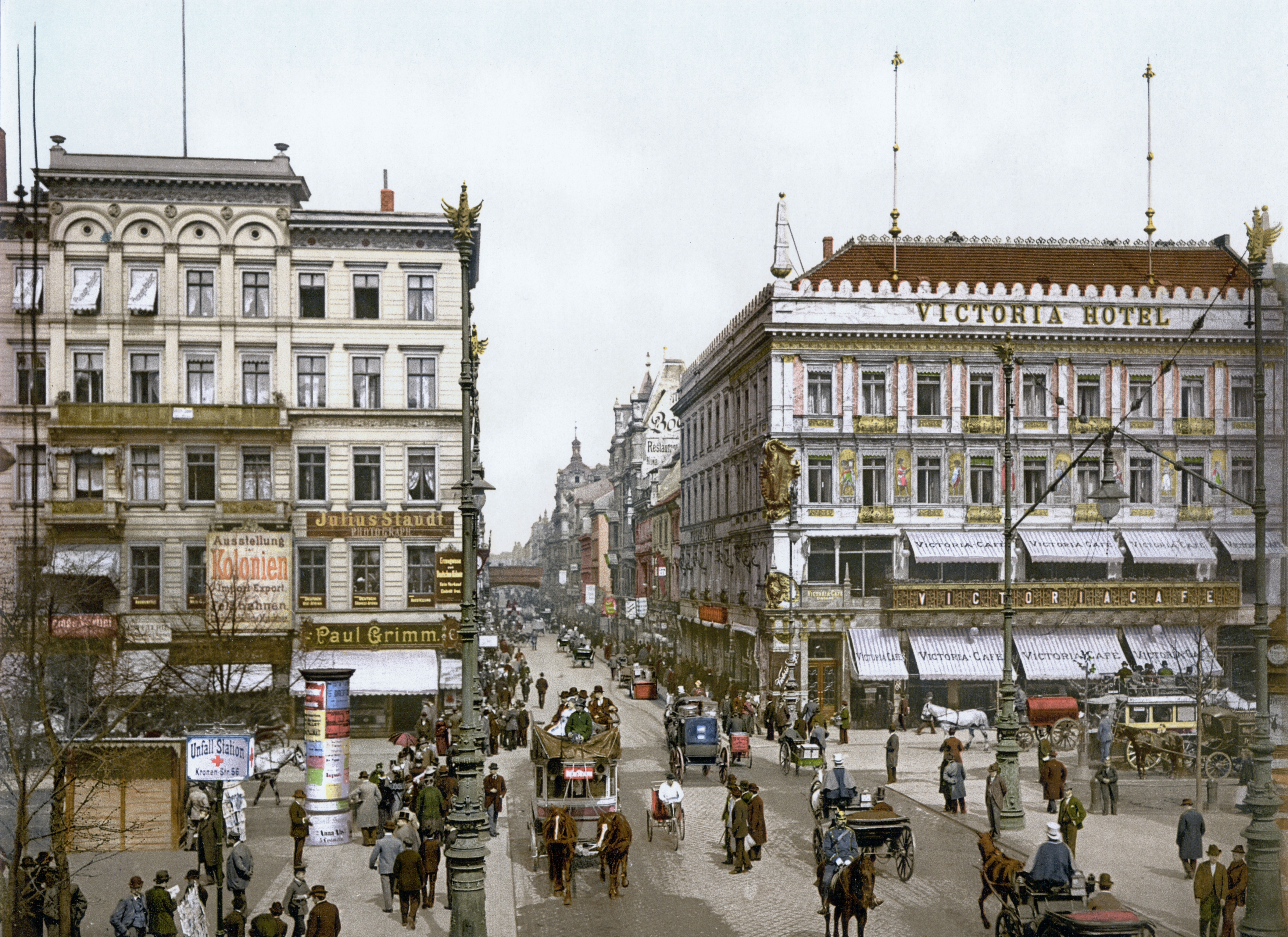
Berlín a comienzos del siglo xx. Chicherin residió en la ciudad entre 1905 y 1908, en la que forjó contactos con los socialdemócratas alemanes y llevó a cabo una importante labor en el organismo del POSDR que debía coordinar a las diversas organizaciones socialdemócratas rusas en el exilio.

Se instaló en Berlín en 1905 después de completar unos cursos en la Universidad de Bonn y se afilió a la corriente bolchevique del Partido Obrero Socialdemócrata de Rusia (POSDR). En Bonn estableció contactos tanto con los revolucionarios rusos exiliados como con los socialdemócratas alemanes, en especial, con sus juventudes, presididas por Karl Liebknecht —del que se hizo amigo— y envió obras propagandísticas a su superior en el ministerio, favorable a las reformas políticas. En 1905, insatisfecho con los socialrevolucionarios, se convirtió en socialdemócrata, ideología que mantuvo el resto de su vida.
Al estallar la Revolución de 1905, se dispuso a regresar a Rusia ilegalmente para participar en ella. Su mala salud, empero, le impidió emprender el viaje y permaneció en Alemania colaborando con las juventudes socialistas alemanas del SPD, recaudando fondos para el POSDR y sirviendo como secretario de la asociación de estudiantes universitarios rusos en el país. Como aún se desconocía su pertenencia al movimiento revolucionario, pudo seguir utilizando la valija diplomática de la embajada en Berlín para enviar obras revolucionarias a Rusia. En 1904, cuando todavía se encontraba en Bonn, Chicherin había heredado las propiedades de su famoso tío Borís Chicherin en la región de Tambov, pero renunció a la herencia. Por otro lado, entregó lo heredado de sus padres al partido, necesitado de fondos. Viviendo de manera modesta, empleaba la mayor parte de su dinero en las actividades del POSDR, cuyo V Congreso (1907) financió generosamente.
Activo en actividades de propaganda, utilizó como muchos otros revolucionarios diversos pseudónimos para despistar a la Ojrana. Se oponía a la división del partido en fracciones y se lo nombró en enero de 1907 secretario de la Oficina Central en el Extranjero (ZTsB), un nuevo organismo fundado tras el IV Congreso para fomentar la cooperación entre las distintas corrientes y tenerlas al tanto de la actividad en Rusia. Aunque tuvo un papel relevante en la preparación del V Congreso, no destacó en sus sesiones, a las que asistió a pesar de no ser uno de los delegados. Conoció allí a Lenin, del que se fue separando paulatinamente en 1907-1908 y al que consideraba principal causante de la división interna de la organización. Poco a poco, Chicherin se fue acercando a los mencheviques, con los que compartía la visión de la estrategia que debía adoptar el POSDR —agitación entre los obreros para ampliar la base del partido a pesar de la represión creciente— y el rechazo a las tácticas bolcheviques para lograr financiación —que incluían robos de bancos y oficinas de correos—. Al estallar el gran escándalo por el atraco al banco de Tiflis de 1907, que acabó con el arresto de numerosos agentes bolcheviques gracias a la delación de un policía infiltrado y con la involucración del SPD —que estaba suministrando sin saberlo papel para falsificar moneda rusa—, el ZTsB quedó encargado de la investigación interna del partido sobre las «expropiaciones» bolcheviques, teóricamente prohibidas por las mociones aprobadas en los dos últimos congresos del POSDR. La victoria de Lenin en el V Congreso le permitió, sin embargo, poner fin a las investigaciones y someter a la ZTsB, controlada por sus adversarios mencheviques, a un nuevo organismo que heredó gran parte de sus prerrogativas: la Oficina en el Extranjero (ZB), encargada de representar al comité central —dominado por los bolcheviques— ante las organizaciones en el extranjero, coordinar la actividad clandestina fuera de Rusia y mantener el contacto con los miembros del comité central aún en Rusia. El escándalo del robo de Tiflis y la posterior investigación remataron la ruptura de Chicherin con los bolcheviques y su acercamiento a los mencheviques, fracción a la que perteneció los siete años siguientes. Chicherin y la ZTsB se negaron a acatar las decisiones del comité central y formaron un nuevo organismo, el Comité Organizativo (1 de septiembre de 1908), para preparar un nuevo congreso de las organizaciones socialistas rusas en el exilio, que reunió en diciembre a veinticuatro de las treinta y una de las que trabajaban con la ZTsB —la mayoría bajo control menchevique— y aprobó el rechazo de esta a la decisión del comité central. La ZTsB se independizó del comité central, Chicherin fue reelegido secretario y entre 1909 y 1913 continuó con su tarea de enlace entre las diversas organizaciones rusas en el exilio y de sustento de los emigrados socialistas en situación de penuria. Los intentos de reconciliación entre el comité central y el ZTsB fracasaron por la intransigencia de las dos partes.
Después de que se lo detuviese brevemente en enero cuando asistía a una reunión clandestina del POSDR en el piso de un destacado socialdemócrata alemán y se lo multase por portar documentación falsa en Berlín, se mudó a París en 1908, tanto para evitar la vigilancia policial, que se había redoblado, como para estar más cerca de la junta editorial del diario menchevique Golos sotsial-demokrata (La Voix du Social-démocrate). Antes de París se instaló, expulsado por la policía prusiana, primero en Sajonia y después en Suiza. En París, continuó trabajando como secretario de la ZTsB y de las asociaciones estudiantiles marxistas rusas en Europa occidental. Llevó a cabo una intensa tarea de organización y de financiación de los emigrados rusos en calidad de secretario de la ZTsB, notable habilidad. Los varios intentos de reconciliar la ZTsB con el comité central del POSDR fracasaron dada la renuencia tanto de bolcheviques como de mencheviques a ceder —el comité central exigía el sometimiento de la organización y la mitad de sus fondos, los mencheviques se negaban a subordinarse al comité central controlado por sus adversarios—.
Durante la ruptura final del POSDR en 1910-1912 —que no deseaba—, permaneció con los mencheviques, a pesar de su rechazo de los liquidacionistas, opuesto a la subordinación de las organizaciones locales y de emigrados al comité central, como propugnaba Lenin. Durante estos años, trabajó estrechamente con Yuli Mártov, uno de los principales dirigentes mencheviques del momento.
El desencanto de Chicherin con los movimientos socialistas de Europa occidental —que consideraba poco orientados a la revolución, excesivamente moderados y, en el caso alemán, burocratizado— también influyó en su alejamiento paulatino de los mencheviques. Aunque todavía discrepaba de Lenin sobre el centralismo democrático y la falta de autonomía de las organizaciones locales respecto del comité central, se distanciaba de los mencheviques, a los que veía demasiado tolerantes con los liquidacionistas.

### La Primera Guerra Mundial: de nuevo bolchevique
La guerra mundial precipitó el regreso de Chicherin a la corriente bolchevique. Se encontraba en Lille cuando estalló la contienda, donde trató en vano de agitar contra la guerra junto con la organización juvenil socialista local, pero se trasladó pronto a Bruselas —donde había fijado su residencia poco antes de estallar la contienda—, de donde huyó cuando los alemanes invadieron Bélgica. Se instaló entonces en Londres, en la que residió hasta su arresto por las autoridades británicas en agosto de 1917.

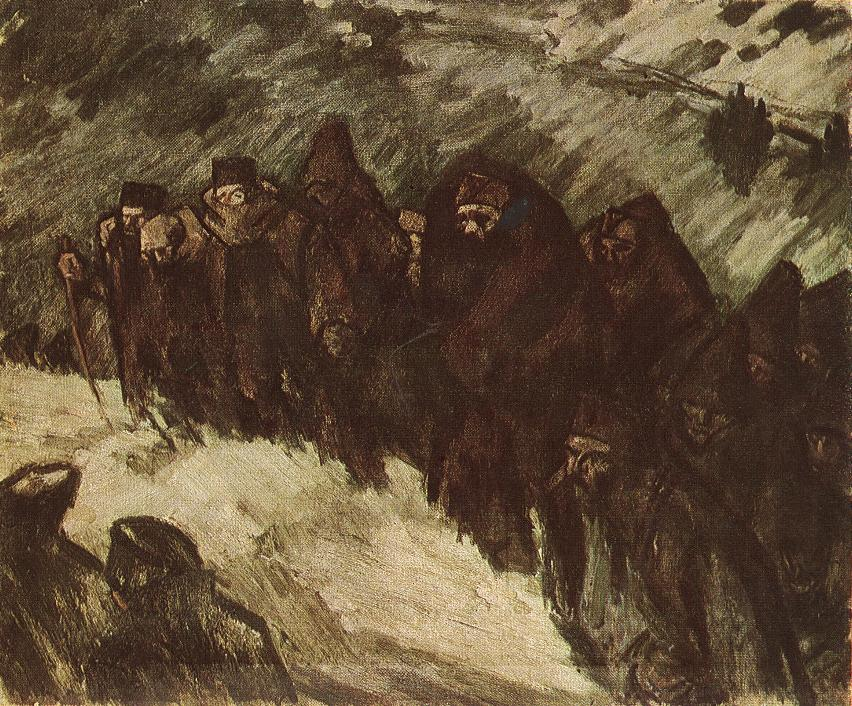
Soldados en la nieve, pintura de 1916. Exiliado en Gran Bretaña, Chicherin llevó a cabo intensas campañas contra la Primera Guerra Mundial tras un corto periodo defensista al principio del conflicto. El rechazo rotundo a la contienda le acercó a los bolcheviques.

Cuando estalló el conflicto mundial, adoptó una posición cercana al «socialpatriotismo» de Gueorgui Plejánov, a pesar de rechazarlo formalmente: consideraba que el imperialismo franco-británico era más democrático y preferible al alemán, más retrógrado y feudal, aunque la alianza de la Rusia zarista con británicos y franceses minaba la coherencia de la posición. Justificaba la participación de esta en la guerra como necesaria para la defensa del país frente a la agresión alemana. A principios de 1915, sin embargo, había cambiado completamente de actitud sobre el conflicto, abandonado todo defensismo, e ingresado en las filas de los socialistas internacionalistas, que consideraban que solo el triunfo del socialismo podía poner fin a la guerra.
Junto con otros destacados socialistas, participó en Nashe Slovo (Nuestra palabra), que publicaban Vladímir Antónov-Ovséyenko y Trotski en París, un periódico internacionalista. Cuando las autoridades francesas expulsaron del país a Trotski en septiembre de 1916, Nashe Slovo dio paso a Nachalo (El comienzo), en el que Chicherin también contribuyó habitualmente. La conversión al internacionalismo causó la multiplicación de su actividad revolucionaria. Desilusionado con los dirigentes de los partidos socialistas europeos, que creía que engañaban al proletariado colaborando en la guerra, abogaba por una ruptura total con estos elementos y a favor de la creación de nuevos partidos revolucionarios que se opusiesen con decisión al conflicto: su posición era prácticamente igual a la de Lenin.
En Gran Bretaña llevó a cabo una intensa campaña en contra de la guerra, oponiéndose en especial a los planes británicos para reclutar a los exiliados rusos o deportarlos a Rusia, que denunció como una grave infracción del derecho de asilo. Las actividades de las asociaciones socialistas en las que Chicherin trabajaba con denuedo frustraron los intentos del Gobierno británico por reclutar voluntarios rusos. A comienzos del invierno de 1916, apenas cuatrocientos rusos de los treinta mil residentes en el país se habían presentado voluntarios para luchar en la contienda, según escribió Chicherin en Nachalo. Sus esfuerzos para hacer fracasar el reclutamiento obligatorio —impuesto en Gran Bretaña en enero de 1916—, por el contrario, fracasaron. Chicherin tuvo que afrontar el hostigamiento del Gobierno británico por sus actividades contra el régimen zarista y la guerra. En diciembre de 1915, fue arrestado brevemente. La Revolución de Febrero desbarató el acuerdo ruso-británico alcanzado poco antes para deportar a Rusia a los exiliados que se negasen a alistarse en el Ejército británico. El fin de la monarquía trastocó completamente la situación: los exiliados comenzaron a exigir su vuelta inmediata a Rusia y se formó un nuevo comité para facilitar el proceso; Chicherin fue elegido secretario. El comité lo presidía el futuro diplomático soviético Iván Maiski y participaba también Maksim Litvínov, subordinado y luego sucesor de Chicherin en la Comisaría del Pueblo de Asuntos Exteriores. Al tiempo que trataba de organizar el regreso de los exiliados, en especial de los opuestos a la guerra, cada vez más numerosos por la llegada de otros exiliados del resto de Europa, continuaba con la agitación contra el conflicto mundial. Chicherin mantuvo firmemente su internacionalismo y oposición rotunda a la guerra mundial y no se convirtió al nuevo defensismo revolucionario que abogaba por la continuación de Rusia en la guerra justificándola como necesaria para defender la revolución.
El Gobierno británico lo amenazó con arrestarlo si no regresaba a Rusia, pero Chicherin desoyó la advertencia y decidió continuar con la organización de la repatriación de sus compatriotas, otorgando prioridad a los internacionalistas, para disgusto de la embajada rusa. El Gobierno londinense reaccionó deteniéndolo el 22 de agosto, acusándolo de actividades proalemanas y contrarias a los Aliados y encerrándolo en la cárcel de Brixton. Chicherin hubiese permanecido aprisionado si no hubiese sido por la intercesión del nuevo Gobierno soviético surgido de la Revolución de Octubre: León Trotski, nuevo comisario (ministro) de Asuntos Exteriores, exigió la liberación de Chicherin y de otros internacionalistas encarcelados en Europa occidental. El Gobierno británico se negó a liberarlo, pero el 3 de diciembre Trotski amenazó al exembajador George Buchanan con retener a los ciudadanos británicos en Rusia si no se soltaba a los socialistas arrestados y logró su propósito: el día 14 Londres anunció la pronta repatriación de Chicherin —recién nombrado por Trotski embajador en Gran Bretaña— y otro correligionario. Se le puso en libertad el 3 de enero y pasó en barco de Aberdeen a Bergen; desde allí cruzó Escandinavia y llegó a la capital rusa el 19 de enero de 1918. Recibido como un héroe por el Gobierno, participó en el III Congreso Panruso de los Sóviets. De inmediato, se afilió al Partido Bolchevique.

## Ministro de Asuntos Exteriores

### Vicecomisario de Asuntos Exteriores y relación con los dirigentes bolcheviques

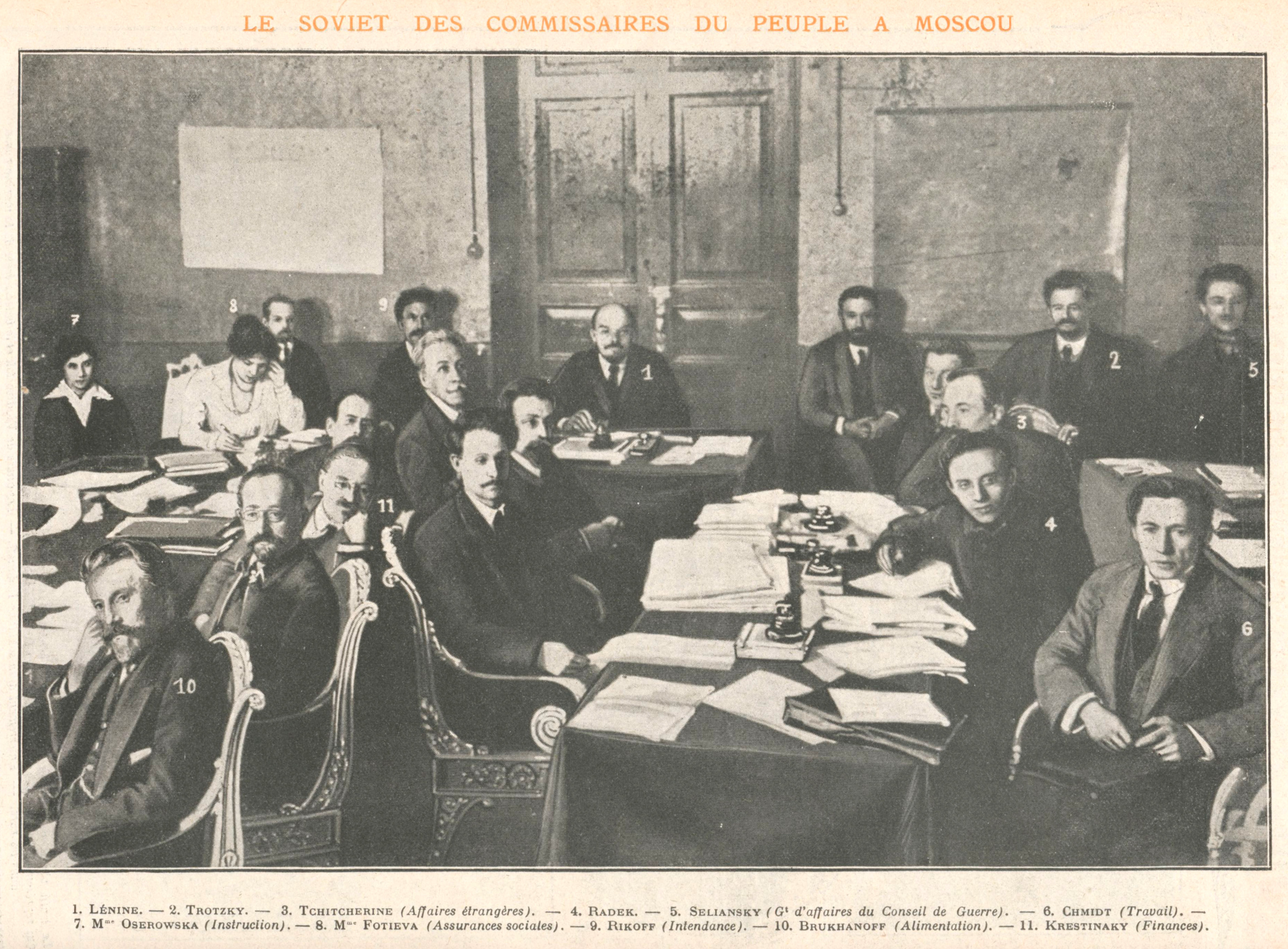
Chicherin, identificado con el número 3 en la fotografía, en una reunión del Sovnarkom a comienzos de 1920.

Incluso antes de su llegada a Petrogrado el 19 de enero de 1918, Lenin, presidente del Sovnarkom y Trotski, comisario de Asuntos Exteriores, ya habían decidido que trabajase en esta comisaría. Su conocimiento de numerosos idiomas, la experiencia en el ministerio anterior a su exilio y su excelente formación le permitieron obtener el puesto de vicecomisario interino de Asuntos Exteriores el 21 de enero, cargo con considerable responsabilidad, ya que Trotski se encontraba enfrascado en las negociaciones de paz con los Imperios Centrales en Brest que llevaron a la firma del Tratado de Brest-Litovsk. Poco interesado en unas actividades que consideraba superfluas por la inminencia de la revolución internacional y requerido para organizar las fuerzas bolcheviques en la guerra civil, Trotski abandonó el ministerio para encargarse de la Comisaría de Defensa el 8 de marzo; Chicherin pasó de inmediato a ocupar su puesto interinamente y de forma definitiva el 30 de mayo.
A pesar de las dudas de muchos de sus nuevos correligionarios sobre la fidelidad de Chicherin a los bolcheviques por su pasado menchevique, Lenin confiaba en él por su decidido internacionalismo y aceptó de buen grado su ingreso en el partido. Menos independiente en su labor que Trotski, Chicherin demostró pronto ser un subordinado leal y uno de los principales diplomáticos del momento. Las líneas del ministerio, empero, no las marcaba Chicherin, sino la dirección del partido: primero el comité central y posteriormente, el politburó controlado por Lenin. En ocasiones, el politburó y el propio Lenin soslayaban la actividad de la comisaría y actuaban por su cuenta en política exterior. A pesar de esto, Chicherin forjó amistad con Lenin, con el que mantuvo estrechas relaciones entre 1918 y 1921, cuando la enfermedad de este le impidió seguir desarrollando su actividad política. Con escasos contactos con el resto del politburó, quedó prácticamente aislado de este —centro de decisiones de la política exterior soviética— más tarde, con la llegada al poder de Stalin. Aunque no decidía la política exterior del país —nunca fue miembro del politburó e ingresó en el comité central del partido tardíamente, en el XIV Congreso de 1925, puesto que revalidó en el siguiente congreso en 1927—, le otorgó un estilo característico y contribuyó al prestigio de la diplomacia soviética. Socialista entregado y diligente trabajador en pro de la consolidación del sistema soviético, se ganó la admiración de los bolcheviques. A mediados de la década, muerto Lenin y con el poder aún en disputa entre los distintos dirigentes, llegó el momento de mayor influencia de Chicherin en las decisiones sobre política exterior, ya que el politburó le consultó en ocasiones.
Sus primeras tareas fueron la organización de la comisaría para que se dedicase a la diplomacia tradicional en vez de a la agitación revolucionaria —a la que se había enfocado originalmente dado el extendido convencimiento de la inminencia de la revolución europea— y la creación de diversas publicaciones oficiales. Uno de los principales portavoces del ministerio, contribuyó a menudo con artículos sobre política exterior en otras publicaciones como Izvestia o Pravda. La comisaría necesitaba de personal cualificado y experto en organización como el caso de Chicherin, ya que la mayoría de los antiguos funcionarios del ministerio se habían negado a trabajar para los bolcheviques.

### Características del comisario

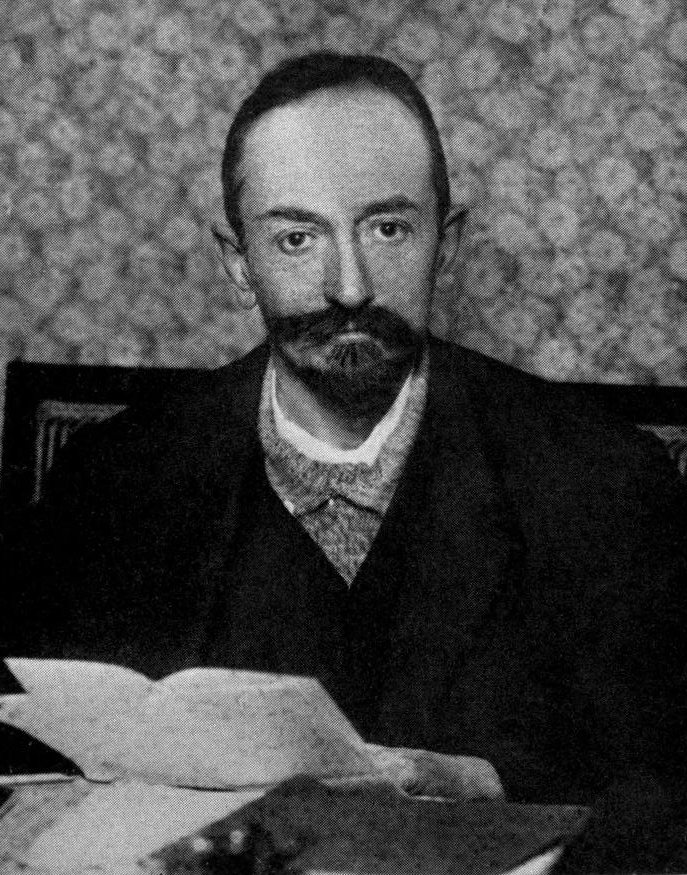
Chicherin, al comienzo de su largo periodo como comisario de Asuntos Exteriores.

Muy culto, cortés, de modales exquisitos y con soltura en el trato con aristócratas —abundantes en la diplomacia europea de la época—, estas virtudes de Chicherin resultaron también importantes, junto con su intenso socialismo, para que Lenin lo eligiese como comisario de Asuntos Exteriores. Siempre educado, compasivo y considerado con los demás, se ganó la estima de los trabajadores de la comisaría, a pesar de sus rarezas y de su exigencia en el trabajo. Sus colegas extranjeros tuvieron que admitir su gran erudición, amplio conocimiento de idiomas y de la historia europea y aptitud para la escritura, que Chicherin mostraba en los documentos diplomáticos que dictaba casi a todas horas.
Extraordinariamente trabajador, apenas descansaba y tenía un horario de trabajo peculiar, conservado de sus tiempos de exilio: solía trabajar de noche, acostarse al alba y levantarse pasado el mediodía. No era raro que convocase reuniones o consultase a sus subordinados de madrugada. Debido a sus problemas de insomnio, tampoco era raro que trabajase más de veinticuatro horas sin dormir. Entregado casi por completo al trabajo —no tenía prácticamente vida privada—, carecía de relaciones fuera del ministerio y de aficiones, salvo la música. Su enorme capacidad de trabajo y su sobresaliente memoria iban acompañadas por un gran dificultad para delegar tareas y un notable desorden: su escritorio era un mar de papel que se extendía por el resto del mobiliario del despacho.
Soltero, vivía en un modesto cuarto cercano a la sede del ministerio —hasta 1922, las plantas superiores del antiguo hotel Metropole—, para poder acudir rápidamente a su despacho en cuanto fuese necesario. Al resto de excentricidades unía su indiferencia total hacia el vestir, que chocaba a sus visitantes. Alto, pero encorvado, de joven había sido delgado, pero la falta de ejercicio le hizo ir ganando peso con la edad. Se negaba a hacer ejercicio y rara vez abandonaba el ministerio o su piso si no era para comprar partituras o realizar alguna gestión oficial. Su modo de vida coadyuvó para que tuviese mala salud, aunque en su hipocondría a menudo exageraba las dolencias; a finales de la década de 1920, contrajo diabetes y polineuritis. Era homosexual y algunas de las referencias a su mala salud y visitas de tratamiento a Alemania eran en realidad referencias a su tendencia sexual. Sus relaciones con otros homosexuales, habituales antes de su retorno a Rusia en 1918, cesaron casi por completo al tomar las riendas del Ministerio de Asuntos Exteriores. A partir de 1925, las autoridades soviéticas lo enviaron a una serie de clínicas para tratar de curar su homosexualidad, considerada por entonces un trastorno.
Reservado, introvertido, modesto y tímido, prefería las reuniones privadas y las negociaciones calmadas a las recepciones oficiales y las reuniones multitudinarias. Del trato con los diplomáticos extranjeros se encargaba principalmente su lugarteniente en el ministerio, el vicecomisario Maksim Litvínov, con el que no mantenía buenas relaciones.

### Relaciones con la Comintern
Muy pronto la Comisaría de Asuntos Exteriores asumió tareas de agitación y propaganda en favor de la extensión de la revolución. La necesidad de mantener relaciones diplomáticas con los demás países, sin embargo, aconsejó separar estas tareas de las diplomáticas y asignárselas a otra organización, la Internacional Comunista (Comintern), fundada en 1919. Chicherin, propagandista de talento, participó en su fundación en marzo de ese año junto con otros destacados comunistas rusos. La existencia de la organización, que Chicherin creía necesaria por la importancia que otorgaba a la agitación y a la propaganda, le puso en numerosas ocasiones en situaciones complicadas por las quejas de los Gobiernos por la actividad de la Comintern, que presentaba —incorrectamente— como ajena al Gobierno soviético y debida a individuos y partidos de todo el mundo. El comisario de Asuntos Exteriores respaldaba la existencia de la Comintern y su actividad en favor de la revolución, pero, al mismo tiempo, sufría sus consecuencias en su labor de diplomático clásico. Ante las protestas extranjeras, trató con escaso éxito de exponer la separación entre el Gobierno soviético y la Internacional Comunista. La primacía de la Comintern o de la Comisaría de Asuntos Exteriores dependía de la situación política en cada momento y varió con el tiempo, según el politburó consideró necesario, pero los instrumentos de ambas —la agitación y la diplomacia— se utilizaron en las relaciones con otros países.

### Brest-Litovsk, la guerra civil y la relación con los países vecinos
Al comienzo, Chicherin se opuso a la firma del Tratado de Brest-Litovsk, pero acabó acatando el criterio de Lenin de que era necesario aceptarlo para proteger el gobierno soviético del país; el 3 de marzo de 1918, rubricó la paz con los Imperios Centrales como representante de la Rusia soviética. La expansión alemana por el sur del antiguo imperio (en Ucrania, Crimea o el Cáucaso), la vaguedad de los términos sobre las relaciones bilaterales o los anexos firmados en agosto y que obligaban a Rusia a realizar mayores cesiones territoriales y a pagar una gran indemnización disgustaron a Chicherin, que trató en vano de lograr el interés de los empresarios alemanes en el comercio con Rusia para contrarrestar la política imperialista de los militares. Durante la primavera y ante las continuas agresiones alemanas, Chicherin continuó los contactos con los Aliados que ya había comenzado Trotski, como posible contrapeso a la expansión germana. El acuerdo bilateral de mayo —fundamentalmente una serie de importantes concesiones económicas—, sin embargo, redujo la tensión entre Moscú y Berlín y menguó la probabilidad de que el Gobierno soviético solicitase ayuda militar a los Aliados. Los intentos de evitar el despliegue aliado en Rusia mediante concesiones económicas similares, por el contrario, fracasaron.
Al principio de la intervención aliada en la Guerra Civil Rusa —aprobada por los mandatarios aliados el 2 de julio—, aceptó el argumento de los Aliados de la necesidad de mantener un frente oriental contra Alemania, pero pronto la percibió como una mera competición entre dos bloques capitalistas por la explotación semicolonial de los recursos rusos. Esta rivalidad entre las alianzas enfrentadas en la guerra mundial sirvió a Chicherin para tratar de neutralizar a las potencias y evitar que aplastasen al Gobierno soviético, todavía muy débil en lo militar. Durante el verano, trató en vano de mejorar las relaciones con los Estados Unidos, la potencia menos dispuesta en apariencia a participar en la intervención militar en Rusia. El 2 de agosto y por orden de Lenin, llegó a solicitar la ayuda militar alemana para desbaratar lo que parecía una gran invasión aliada que comenzaba con un nuevo desembarco en Arcángel, que Berlín no otorgó. A finales del verano, la ruptura de relaciones con la Entente era total a pesar de los esfuerzos de Chicherin y la hostilidad creciente llevó a que tuviese que interceder para evitar ejecuciones de súbditos británicos y franceses por la checa. El final de la guerra mundial con la firma del armisticio con Alemania reveló, en opinión de Chicherin, la verdadera naturaleza de la intervención aliada, que ya no se podía justificar por la necesidad de combatir a los Imperios Centrales. Criticó con dureza el apoyo de los Aliados al Movimiento Blanco y trató de hacerles abandonar los planes militares ofreciéndoles a cambio ventajas comerciales. Esfumada la perspectiva de una revolución inmediata en Europa occidental —situación que Chicherin creía pasajera—, trató de proteger y consolidar el sistema soviético forjando relaciones políticas y económicas estables y duraderas con las potencias capitalistas. Para Chicherin, la salvaguarda del gobierno soviético ruso era crucial para facilitar un posterior avance hacia el establecimiento mundial del comunismo, que consideraba como único sistema que podía permitir la supervivencia de la humanidad. La diplomacia era un instrumento para lograr este fin. Chicherin aplicó la táctica diseñada por Lenin de tratar de dividir a las potencias capitalistas.

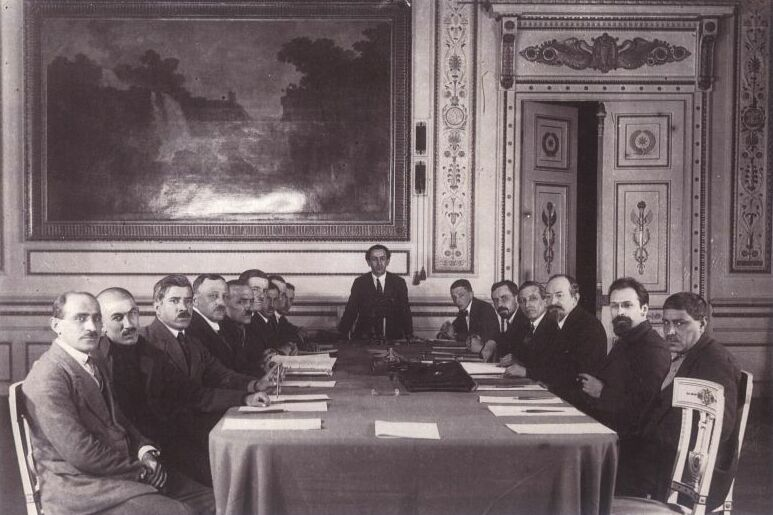
Chicherin, tercero por la derecha, con bigote y perilla, en la firma del Tratado de Moscú con la Turquía kemalista.

A mediados de 1919, sin embargo, la situación diplomática rusa era gravísima: las conversaciones con Polonia habían fracasado durante la primavera; los Estados Unidos, tras ciertos contactos que parecían prometedores, rompieron las negociaciones, asustados por la extensión del comunismo en Hungría y esperando el triunfo de Kolchak; el Gobierno republicano de Berlín se negó a replegar al Ejército —que apenas controlaba— del antiguo territorio ruso y la Entente tampoco mantenía representante alguno en Moscú. Temporalmente, Chicherin, privado de contactos con la diplomacia extranjera, retomó la propaganda revolucionaria. La situación mejoró con las victorias militares soviéticas del verano, que disuadieron parcialmente a las potencias de continuar la intervención en la guerra civil y favorecieron los contactos con Moscú. Los resultados fueron desiguales: mientras Londres se avino a comenzar a negociar, París mantuvo su negativa a tratar con Chicherin.
En 1919 y 1920, dirigió las conversaciones de paz con los nuevos Estados vecinos surgidos de la guerra mundial: las repúblicas bálticas, Finlandia y Polonia. El establecimiento de relaciones amistosas entre estos países y Rusia, aunque difícil de lograr por los recelos de aquellos hacia Moscú, complicaría cualquier intervención extranjera en Rusia y podía conducir incluso al fin de la intervención militar de las potencias en la guerra civil y el levantamiento del bloqueo aliado a Rusia. Estonia aceptó al comienzo la propuesta de negociaciones de paz presentada por Chicherin el 31 de agosto de 1919, mientras que Lituania, Letonia y Finlandia rechazaron otras similares presentadas el 11 de septiembre. Las conversaciones de Pskov con Estonia se interrumpieron temporalmente cuando el país permitió la invasión de Rusia por el Ejército del Noroeste del general blanco Nikolái Yudénich, que estuvo a punto de tomar Petrogrado. Fracasada la incursión, Lenin prohibió la persecución de Yudénich en Estonia, donde se había refugiado, y permitió a Chicherin reanudar las conversaciones de paz, que se retomaron en Tartu a comienzos de diciembre. El 31 del mes se firmó un armisticio y el 2 de febrero de 1920, el Tratado de paz de Tartu. Este, que prohibía la intervención de un país en los asuntos internos del otro y garantizaba que ninguna de las dos naciones reconocería Gobiernos rivales en el otro, precedió al acuerdo comercial que se rubricó dos meses más tarde y sirvió de modelo al que más tarde Rusia alcanzó con otras naciones. El tratado ponía fin además al aislamiento diplomático de Moscú. Casi simultáneamente, en enero, Gran Bretaña puso fin al bloqueo de Rusia —que al comienzo había tratado de extender infructuosamente con la ayuda de los países limítrofes y Alemania— y pactó el intercambio de prisioneros con Moscú (12 de febrero). El 30 de enero, se rubricó un armisticio de dos meses con Letonia. De todos los países vecinos europeos, Rumanía —que había tomado Besarabia durante la guerra civil— fue el único con el que no hubo tratado y las relaciones permanecieron en tensión.
Por otra parte, con Polonia se mantenía una guerra esporádica que en la primavera de 1920 estalló a pesar de los esfuerzos de Chicherin por lograr un pacto con Varsovia y de la oposición británica a un enfrentamiento polaco-soviético: los polacos invadieron Ucrania el 25 de abril y alcanzaron Kiev el 6 de mayo. La contraofensiva soviética rechazó a las fuerzas de Józef Piłsudski hasta Varsovia, donde este logró una rotunda victoria que trasladó el frente a la línea Curzon. Dada la imposibilidad de conseguir la victoria militar tras los reveses del verano, Lenin indicó a Chicherin que retomase las conversaciones con los polacos, que condujeron a un armisticio el 12 de octubre que incluyó las cláusulas principales del posterior tratado de paz, firmado en Riga el 18 de marzo de 1921. Al contrario que los llamamientos a los obreros europeos a alzarse en favor de Rusia en la guerra, que fracasaron, las maniobras diplomáticas de Chicherin sí que lograron poner en aprietos a los polacos, que quedaron aislados diplomáticamente en la región: entre mayo y julio, logró firmar acuerdos con Hungría, Austria y Letonia para intercambiar prisioneros de guerra; el 12 de julio firmó la paz con Lituania y el 11 de agosto, con Letonia y el mismo mes rubricó el armisticio con Finlandia, que precedió a la paz del 14 de octubre. Los países bálticos, alarmados por el militarismo polaco, se habían avenido a pactar con Rusia; la habilidad de Chicherin al presentar a esta como adalid del respeto a la independencia de los pequeños Estados vecinos y del establecimiento de acuerdos diplomáticos y comerciales beneficiosos para ambas partes facilitó los acuerdos. El uso de la antipatía lituana hacia Polonia también le permitió impedir la formación de un bloque de países dominado por Varsovia en el Báltico. La presentación casi continua de propuestas de paz a los polacos, aunque estéril, granjeó al país una imagen de pacifismo que contrastaba con el expansionismo polaco. La guerra con Polonia puso también fin a la coalición antisoviética franco-británica: los franceses apoyaron decididamente a los polacos y mantuvieron la hostilidad al Gobierno de Moscú, mientras que los británicos abandonaron la intervención en Rusia y se mostraron dispuestos a comenzar a negociar con los soviéticos, especialmente tras la firma de los diversos tratados de paz en la región. Nuevamente, la habilidad de Chicherin para presentar a su Gobierno como defensor de la paz y favorable a dirimir cualquier diferencia mediante la negociación tuvo un notable impacto al debilitar la posición de los partidarios de mantener la intervención militar en Rusia. Los acuerdos con los países vecinos —que siguieron siendo fundamentalmente hostiles a los soviéticos a pesar de ellos— servían para proteger al país de una nueva intervención militar de las potencias.
A pesar de estos éxitos menores, la situación del país a comienzos de la década de 1920 era grave: en Europa la esperada revolución no había estallado y los intentos de recabar el apoyo de las colonias contra las metrópolis tampoco estaba dando frutos. La ausencia de la revolución mundial bien por su surgimiento en los países más industrializados, bien por el socavamiento del sistema imperial colonial dejaba a Rusia en aprietos: carecía de los medios para recuperar su economía, arrasada por la guerra mundial y la civil. Necesitada de créditos y del conocimiento técnico de las potencias y deseosa de mantener su seguridad ante posibles nuevas intervenciones militares, tuvo que adoptar una política exterior menos beligerante. La Rusia soviética tendría que realizar concesiones a las potencias capitalistas para sobrevivir y desarrollarse, pero, de acuerdo a la visión de Lenin, podría aprovecharse la competencia entre ellas para obtener a cambio mejores contrapartidas y esperar así el hundimiento del sistema debido a sus contradicciones internas. No se descartaban alianzas tácticas con alguna potencia en contra de otra si resultaba conveniente y, ya desde finales de 1920, tuvieron lugar los primeros contactos con Alemania, principalmente sobre asuntos militares de interés mutuo. Chicherin, por su parte, se encargó de tratar de lograr acuerdos políticos con Berlín.

### Versalles, la relación con Alemania y la Sociedad de Naciones

#### Primeros acuerdos con la Alemania derrotada

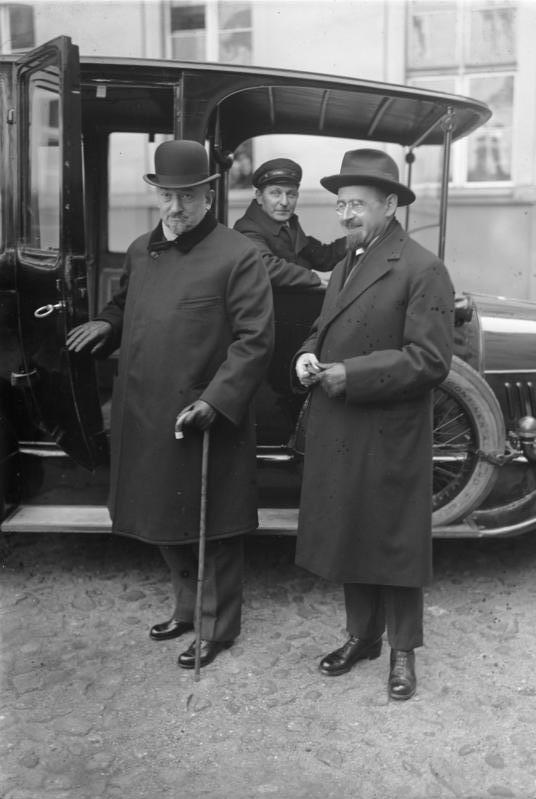
Chicherin, a la izquierda, junto al embajador en Berlín, Nikolái Krestinski, en la capital alemana, 1925. Ambos propugnaron el mantenimiento de buenas relaciones con la república de Weimar, perjudicada por el sistema político de la posguerra, como medida para dividir a las potencias occidentales.

La dureza del Tratado de Versalles impuesto por los vencedores a Alemania permitió a Chicherin —convencido de que el tratado no traería la paz a Europa, sino que facilitaría el estallido de un nuevo conflicto— albergar esperanzas de lograr un acercamiento entre esta y Rusia, aunque la posibilidad de que la revolución se extendiese por aquel país produjo contradicciones en la actitud rusa hasta 1923. Utilizó el tratado además como un nuevo instrumento para dividir a las potencias, en este caso a la derrotada Alemania de los Aliados. La república alemana respondió favorablemente a las propuestas soviéticas, ya que ambos países se contaban entre los perjudicados por el sistema establecido tras la guerra mundial, a pesar de las pésimas relaciones bilaterales anteriores. Un posible acuerdo con Alemania hubiese permitido, en opinión de Chicherin, mejorar la situación política y económica soviética: hubiese dificultado extraordinariamente una nueva intervención militar y permitido la obtención de créditos y de ayuda técnica alemana. Los avances diplomáticos, empero, no fueron tan rápidos como esperaban los soviéticos, a pesar del disgusto alemán por las cláusulas del tratado de paz.
Durante el conflicto con Polonia, Alemania mantuvo una neutralidad favorable en realidad a los rusos. Al mismo tiempo, se celebraban las primeras conversaciones que condujeron a un primer acuerdo en abril de 1920: uno de intercambio de prisioneros que establecía unas oficinas para regularlo y que sirvieron de primeras sedes diplomáticas oficiosas. El acuerdo germano-soviético del 6 de mayo de 1921 amplió las competencias de estas oficinas para incluir en ellas el comercio bilateral y supuso el reconocimiento oficioso de Rusia por parte de Berlín. En octubre del mismo año y con el objetivo de reforzar las relaciones económicas entre los dos países, el Gobierno soviético envió a Nikolái Krestinski, primero como representante plenipotenciario y más tarde como embajador oficial. Krestinski secundaba la orientación progermana de Chicherin y ayudó a cimentar las relaciones entre los dos países durante su largo periodo como embajador. Mientras que las negociaciones con Alemania fructificaban, las que se llevaban a cabo en Gran Bretaña con el fin de lograr financiación fracasaban: el Gobierno británico insistía en obtener concesiones que, en opinión de los soviéticos, hubiese supuesto la entrega del poder político a las potencias capitalistas a cambio de créditos. A finales de 1921 y gracias al uso de la amenaza velada de un acuerdo entre los francobritánicos y los soviéticos basado en el Tratado de Versalles —que permitía a los soviéticos reclamar compensaciones de guerra a Alemania—, Chicherin logró que los alemanes se aviniesen a tratar inmediatamente el reconocimiento oficial del Gobierno moscovita y la normalización de las relaciones diplomáticas y las diferencias sobre la deuda. Las conversaciones bilaterales, sin embargo, no condujeron a los resultados esperados por el comisario. En febrero de 1922 y ante el rechazo del nuevo ministro de Asuntos Exteriores alemán, Walther Rathenau, a aceptar las condiciones soviéticas, Chicherin puso fin a las negociaciones y se preparó para acudir a la conferencia de Génova.

#### Rechazo de la Sociedad de Naciones
Chicherin se mostró también contrario a la Sociedad de Naciones, que consideraba un pacto de los Aliados contra Alemania y Rusia, establecida para evitar la propagación del socialismo por Europa y para garantizar el dominio franco-británico del continente. Para Chicherin, la Sociedad trataba de restablecer el capitalismo del siglo anterior y amenazaba la independencia de las naciones pequeñas; la potestad para imponer sanciones a los países agresores era para él un pretexto para poder lanzar invasiones militares y entrometerse en los asuntos internos de los Estados. A la acción de la Sociedad, oponía el uso de acuerdos bilaterales y la celebración de conferencias internacionales para tratar asuntos concretos.

#### Fracaso de Génova y acuerdo germano-soviético en Rapallo
Las potencias habían aceptado la sugerencia de Chicherin de tratar en una conferencia internacional el problema de la reconstrucción europea tras la guerra mundial y convocaron las Conferencia de Génova de la primavera de 1922 —la primera conferencia internacional a la que se invitaba al Gobierno soviético—. El comisario de Asuntos Exteriores se había mostrado dispuesto a reconocer las deudas rusas, aunque al tiempo afirmó el derecho soviético a reclamar compensaciones por los daños de la intervención aliada en la Guerra Civil Rusa y solicitar créditos a largo plazo. Ante la dificultad de que Lenin encabezase la delegación soviética debido a su mala salud, la responsabilidad recayó en Chicherin, que tuvo que prepararse concienzudamente. Este partió de Moscú el 27 de marzo, pasó dos días en Riga reunido con representantes de diversas naciones de la región que acordaron cooperar en la conferencia e hicieron un llamamiento al reconocimiento del Gobierno soviético y luego continuó hacia Berlín, donde esperaba lograr un acuerdo con Alemania previo a la reunión internacional. Aunque los alemanes deseaban que los rusos no reclamasen indemnizaciones de guerra como les permitía el Tratado de Versalles y los rusos querían eliminar la alemana de una posible alianza entre Berlín y los franco-británicos, las reticencias del Gobierno alemán a pactar antes de la conferencia impidieron el acuerdo. Chicherin no obtuvo el reconocimiento oficial alemán, ni el acuerdo económico —incluyendo la declaración de nación más favorecida— ni la aceptación del monopolio comercial estatal soviético que esperaba. Consiguió, sin embargo, redactar un borrador conjunto que más tarde sirvió de base al Tratado de Rapallo.
Ya en Italia, la delegación soviética centró la atención de las demás y de la prensa desde el primer día de la conferencia, que dio comienzo el 10 de abril en Génova. Chicherin propuso, de acuerdo a las instrucciones de Lenin, el establecimiento de una coexistencia pacífica entre las naciones capitalistas y la Rusia soviética, la cooperación entre ellas para recuperar la economía Europea, el desarme para evitar nuevos conflictos y un reparto equitativo de los recursos entre las naciones —incluidas las materias primas, la tecnología y el capital—.

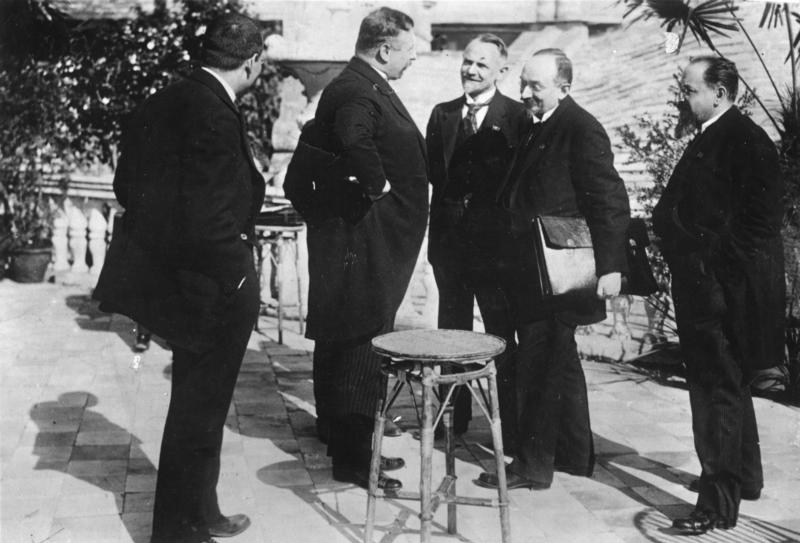
Chicherin, con cartera, departiendo con el canciller alemán Wirth (en el centro) en Rapallo, 1922.

Ante el bloqueo de las negociaciones con los británicos, que seguían insistiendo a pesar del rechazo soviético en que Moscú reconociese la deuda prebélica y compensase a los dueños de las propiedades embargadas, Chicherin retomó con éxito las conversaciones con los alemanes que habían comenzado en Berlín. Los alemanes temían que los soviéticos alcanzasen un acuerdo con los británicos a sus expensas, temor infundado, pero que facilitó la tarea a Chicherin. Tras unas últimas reuniones que duraron desde la madrugada a la tarde del 16 de abril, las dos delegaciones firmaron el tratado. Este, corto, incluía el restablecimiento de relaciones diplomáticas plenas, la concesión de la categoría de nación más favorecida a la URSS, el abandono de las reclamaciones mutuas de indemnizaciones de guerra, la renuncia soviética a solicitar compensaciones de acuerdo al artículo 116 del Tratado de Versalles y la alemana a reclamarlas por las propiedades embargadas por los soviéticos. El tratado, pieza clave de la política exterior soviética durante la década, supuso el mayor triunfo de la carrera diplomática de Chicherin y cimentó la división de las potencias europeas. Chicherin había logrado dividir a las potencias, atraer a Alemania y firmar un tratado que debía servir de modelo al resto de los firmados con las demás naciones. Las negociaciones con los Aliados en Génova, por el contrario, fracasaron por los desacuerdos sobre la deuda rusa y las compensaciones a los propietarios extranjeros por las expropiaciones comunistas. Mientras los británicos trataban en vano de continuar con la conferencia, Chicherin aprovechó su estancia en Italia para firmar tratados comerciales con el Gobierno de Roma —que nunca se llegó a ratificar— y Checoslovaquia —ratificado el 2 de junio—. El Gobierno de Praga se negó a reconocer oficialmente a los soviéticos, pero cortó toda relación con los grupos de emigrados anticomunistas.

#### Límites de Rapallo y política de Stresemann

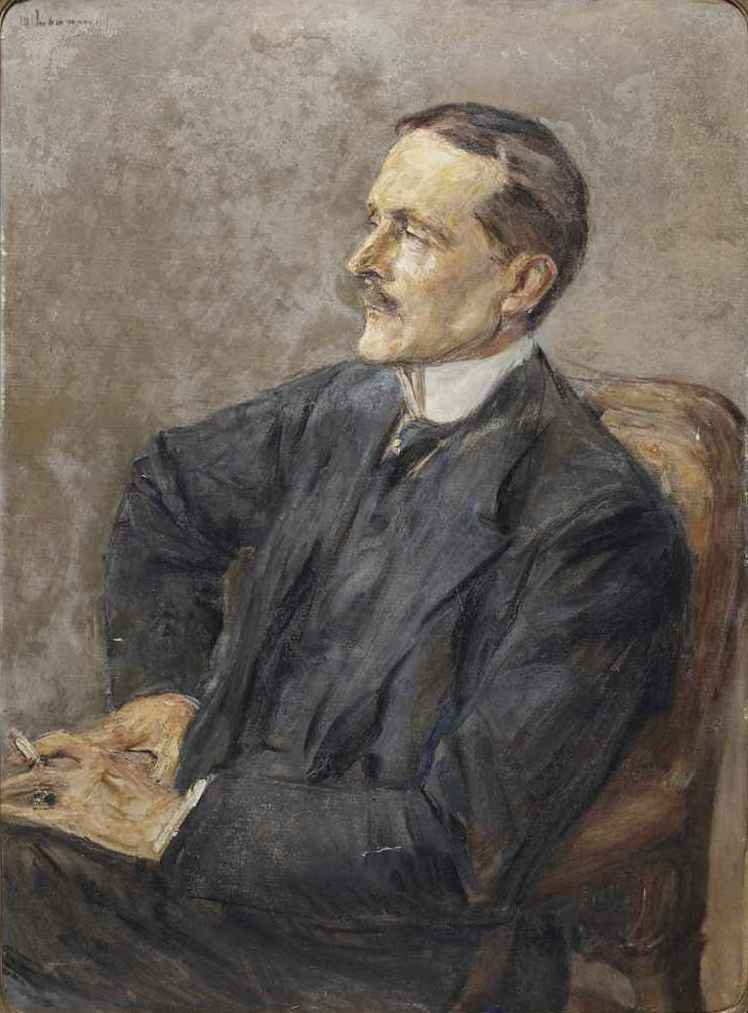
El embajador alemán en Moscú, Ulrich von Brockdorff-Rantzau, con el que Chicherin mantuvo estrecha relación durante gran parte de su carrera al frente de la Comisaría de Asuntos Exteriores.

Una vez finalizada la conferencia, Chicherin se trasladó a Alemania —el 3 de junio partió hacia Berlín—, donde pasó los siguientes cinco meses, descansando —se sometió además a dos operaciones quirúrgicas— al tiempo que llevaba a cabo misiones diplomáticas. En especial, se dedicó a aclarar las consecuencias prácticas del tratado recién firmado con Alemania. Los alemanes, sin embargo, limitaron la cooperación a los momentos de mayor tensión política, en contra de las esperanzas de apoyo político y cooperación financiera del comisario soviético. Entre los países que llevaron a cabo contactos oficiosos con Chicherin en Berlín se contaron los Estados Unidos —iniciativa que fracasó por el exiguo interés gubernamental estadounidense— y Francia, que lo hizo a través del dirigente de la oposición parlamentaria, Edouard Herriot, para no comprometer al Gobierno. Las negociaciones con los franceses condujeron a la visita de una delegación a la URSS, de escasas consecuencias inmediatas. A finales de septiembre, terminó su larga estancia en Alemania y regresó a Moscú.
Mantuvo una política de cooperación con Alemania, estableciendo una estrecha relación con el embajador Brockdorff-Rantzau. Brockdorff-Rantzau, radicalmente opuesto al Tratado de Versalles, abogaba por una estrecha colaboración con los soviéticos. Los intentos de forjar una alianza entre los dos países que limitase las consecuencias de la derrota en la guerra mundial, sin embargo, no fructificaron más salvo en ocasiones puntuales en que el apoyo mutuo sirvió para resolver alguna crisis. Alemania no llegó a cumplir las expectativas políticas, militares y económicas soviéticas, tanto por lo grandes que eran estas, como por el interés secundario que Berlín otorgaba a la URSS. Moscú espera obtener créditos a largo plazo de la gran industria alemana para adquirir maquinaria pesada y para ello contaba con el decidido apoyo de Brockdorff-Rantzau, pero ni el Gobierno alemán ni los industriales mostraron el interés necesario para que se lograse un rápido acuerdo. En la primavera de 1923, se realizaron contactos entre la URSS y Francia que no tuvieron resultados notables, aunque disgustaron al embajador alemán en Moscú: Chicherin, insatisfecho por la pasividad alemana, había tratado en vano de tantear la posibilidad de mejorar las relaciones con París. La llegada al Gobierno de Stresemann en agosto supuso un revés para los soviéticos —que esperaban que las tensiones internas debidas a la ocupación francesa del Ruhr condujesen a una revolución, tensiones que Stresemann redujo de inmediato— y desbarató los planes de Chicherin de forjar una alianza continental franco-germano-soviética frente al Reino Unido —idea que, no obstante, no abandonó y continuó proponiendo tanto en París como en Berlín, infructuosamente—. El comisario sospechaba —justificadamente a pesar de los desmentidos de Stresemann— que el nuevo primer ministro se proponía ingresar en la Sociedad de Naciones, lo que hubiese dejado nuevamente aislada a la URSS. Se opuso además al apoyo que el Gobierno soviético otorgó a los comunistas alemanes, listos para tratar de hacerse con el poder ante la situación de crisis interna: Chicherin aprobaba la revolución alemana siempre que se produjese sin necesidad de ayuda externa y sin poner en riesgo la relación germano-soviética. El fracaso del levantamiento de Hamburgo marcó el fin de la orientación prosoviética de la política exterior alemana y dañó las relaciones bilaterales. Para compensar la crisis de las relaciones con Alemania aprovechando la mejora de la economía soviética que permitía atraer inversores, Chicherin favoreció el establecimiento de tratos comerciales con las naciones dispuestas a ofrecer créditos a la URSS. El primero en aprovechar el ofrecimiento fue Mussolini, que comenzó a negociar con los soviéticos en noviembre de 1923. A comienzos de 1924, el Gobierno francés presidido por Poincaré se mostró finalmente dispuesto a normalizar las relaciones con Moscú con Checoslovaquia como mediadora en las negociaciones. Para Chicherin, la actitud francesa permitía albergar esperanzas de compensar el distanciamiento de los alemanes. La derrota electoral de los conservadores británicos a finales de 1923 y la formación de un nuevo Gobierno laborista en enero del año siguiente parecían beneficiar también a los soviéticos: el 1 de febrero el Reino Unido reconoció oficialmente al Gobierno soviético.
En el verano de 1924, las relaciones se tensaron por el registro policial de la sede de la delegación comercial soviética en la capital alemana, que se produjo con la excusa de la búsqueda de un comunista fugitivo que se había refugiado en ella. Tanto Chicherin como el embajador, Krestinski, protestaron enérgicamente por el asalto, que las autoridades alemanas creían legal, ya que no admitían la inmunidad diplomática de la delegación soviética. El Gobierno soviético aprovechó el incidente para exigir al alemán el reconocimiento explícito del monopolio comercial gubernamental y la concesión de inmunidad diplomática a sus representantes comerciales, algo que Chicherin reivindicó sin mucho entusiasmo, convencido de que la reacción de Moscú estaba siendo exagerada y ponía en peligro el pilar de la política exterior soviética: la relación con Berlín. A finales de julio, logró superar la crisis con Alemania mediante un pacto con concesiones mutuas.
La renuencia del Gobierno soviético a acabar con las actividades subversivas de la Comintern y la preferencia del ministro alemán de Asuntos Exteriores Gustav Stresemann por el equilibrio entre las potencias occidentales y Moscú impidieron el establecimiento de una cooperación más intensa. Chicherin sostenía que el ingreso de Alemania en la Sociedad —en el que Stresemann se empeñó a partir del otoño de 1924— perjudicaría los intereses soviéticos, y trató de impedirlo, ofreciendo a Brockdorff-Rantzau una alianza contra Polonia a cambio de un acuerdo bilateral que en la práctica hubiese impedido que Alemania se convirtiese en miembro del organismo. Mientras Stresemann rechazaba las propuestas de Chicherin, Von Seeckt se mostró dispuesto a forjar una alianza con la URSS contra Polonia con el objetivo de recuperar las fronteras orientales de 1914, lo que persuadió a los soviéticos de que existían posibilidades de acuerdo si este imponía su posición a la Stresemann. Moscú trató de facilitar la tarea de Von Seeckt proponiendo una alianza militar formal entre los dos países el 24 de febrero de 1925, pero Berlín la menospreció. Chicherin, habiendo abandonado toda esperanza de pacto con los alemanes, acudió entonces a los polacos, preocupados por las posibles consecuencias negativas del probable pacto entre los franco-británicos y los alemanes. Tras no hacer caso de los intentos de conciliación polacos mientras trataba de atraerse a los alemanes, el rechazo definitivo de Berlín a sus propuestas, que recibió en abril de 1925, le hicieron replantearse los contactos con el Gobierno de Varsovia. Aunque Polonia no podía sustituir a Alemania como gran potencia aliada de los soviéticos, un acuerdo bilateral podía mejorar la seguridad de la frontera común y favorecer el comercio; el embajador soviético presentó una propuesta en este sentido en mayo, pero las conversaciones fracasaron antes las exigencias polacas, que Moscú rechazó.
Aislado diplomáticamente, tuvo que contentarse con estudiar la propuesta de Stresemann de junio de firmar un nuevo tratado comercial que incluyese una cláusula que confirmase la amistad entre los dos países, que tanto a Brockdorff-Rantzau como a Chicherin les pareció insuficiente. Este trató en vano de retomar la idea de un acuerdo bilateral de neutralidad, que el ministro alemán rechazó con la habilidad necesaria para no desbaratar las negociaciones y lograr la firma del tratado comercial sin cláusulas políticas que le había de servir para seguir presionando a Francia y a Gran Bretaña mediante la amenaza de un posible acuerdo político entre alemanes y soviéticos.

### Locarno, los tratados de neutralidad y la rivalidad británica

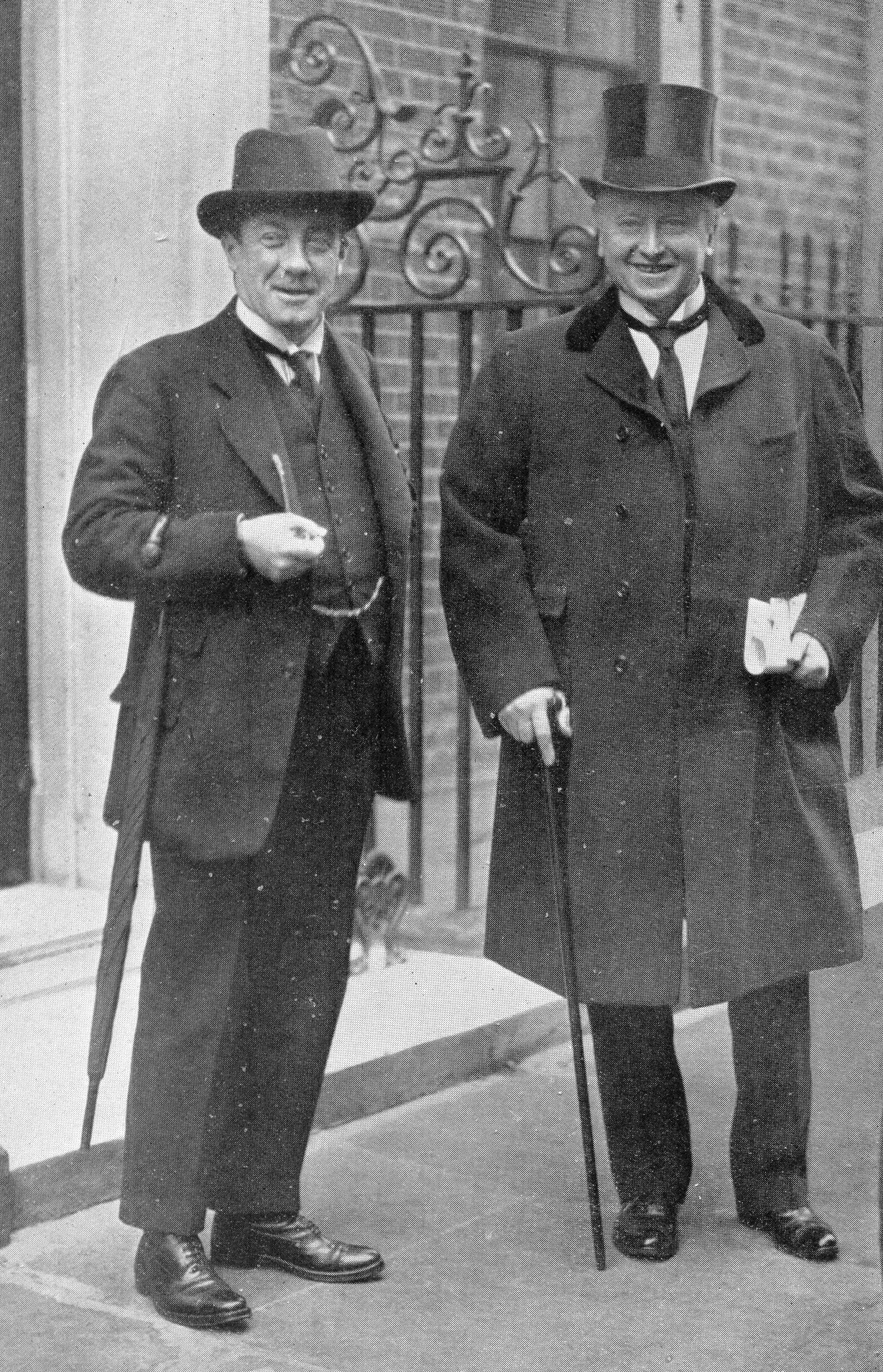
Stanley Baldwin, primer ministro conservador británico, y lord Curzon, hábil diplomático y ministro de Asuntos Exteriores. Para Chicherin, Gran Bretaña era la principal representante del capitalismo occidental y las relaciones entre los dos países a lo largo de la década de 1920 fluctuaron entre los intentos de entendimiento y la tensión.

Chicherin no consiguió impedir la firma del Tratado de Locarno por parte de Alemania a pesar de sus notables esfuerzos —casi un año de actividad dedicado a la infructuosa tarea—; lo consideraba un revés para la URSS y un triunfo de la diplomacia británica que podía preceder al aislamiento soviético en Europa. A finales de septiembre de 1925, había intentado negociar directamente con Stresemann en Berlín para impedir el acuerdo días antes de su firma, en vano. El pacto, que otorgaba al Reino Unido y a Italia el papel de garantes del acuerdo entre Bélgica, Francia y Alemania, excluía totalmente a los soviéticos, que lo percibían como una maniobra hostil del Gobierno londinense para aislar diplomáticamente a la URSS. Según Chicherin, el tratado era el primer paso para dejar a la URSS inerme ante un posterior ataque militar o económico británico, percepción errónea. El tratado no redujo las tensiones en Europa oriental al no incluir solución alguna para las fronteras entre Alemania y Polonia y Checoslovaquia. Como consuelo, escaso, de los soviéticos, Alemania logró que se le permitiese excluirse del sistema de sanciones de la Sociedad de Naciones y de la obligación de permitir el paso de tropas por su territorio y firmó el 12 de octubre un acuerdo comercial con Moscú. Este pacto otorgaba a los soviéticos créditos a corto plazo, reconocía el monopolio comercial estatal soviético e incluía un acuerdo consular, pero no el acuerdo de neutralidad que habían deseado estos. El revés causado por la imposibilidad de frustrar el acercamiento de Alemania a las potencias vencedoras de la guerra mundial marcó el comienzo de la lenta decadencia de Chicherin al frente de la Comisaría de Asuntos Exteriores, que acabó con su relevo en 1930. El final de 1924 y el principio de 1925 supusieron un periodo de disgustos políticos para el comisario, cuyas enfermedades comenzaban a intensificarse.
Poco después de la firma del tratado comercial, el 17 de octubre, Chicherin se trasladó a Wiesbaden para descansar y recibir tratamiento médico, no sin antes organizar una visita posterior a París para tratar de estrechar los lazos con el Gobierno francés —situación improbable dada la supeditación de la política exterior francesa a la británica, que era hostil a los soviéticos—. En Wiesbaden le trataron la diabetes y en la Riviera francesa, a donde se trasladó a continuación, la polineuritis; en ambos lugares continuó la labor diplomática, entrevistándose con importantes figuras mientras recibía sus tratamientos, aunque la intensidad de su labor fue mucho más reducida que la de su anterior estancia en Europa occidental en 1922. Llegó a París el 11 de diciembre, pero las conversaciones con los franceses fracasaron por la insistencia de estos en que los soviéticos pagasen las deudas contraídas por el Gobierno zarista y compensasen a los extranjeros cuyas propiedades habían sido confiscadas tras la revolución de Octubre. El nombramiento en diciembre de 1925 de Christian Rakovski —con fama de francófilo— como embajador en París no sirvió para encarrilar las negociaciones franco-soviéticas. Los responsables políticos franceses se mostraron dispuestos a interceder ante sus aliados en Europa oriental en favor de los soviéticos para que mejorasen las relaciones entre ambos, pero no a distanciarse del Gobierno británico, como esperaba Chicherin, que seguía mostrando gran hostilidad hacia Londres.
Antes de partir hacia Moscú el 17 del mes, firmó un nuevo tratado de neutralidad y no agresión con el ministro de Asuntos Exteriores turco, tratado que sirvió de modelo para otros suscritos más adelante con Alemania, Lituania, Afganistán y Persia y que los soviéticos trataron de utilizar como contrapeso al Tratado de Locarno. En estos tratados bilaterales, cada una de las naciones firmantes se comprometía a permanecer neutral en caso de que la otra fuese atacada y a no atacarse mutuamente ni a establecer alianzas hostiles al otro país. Chicherin deseaba firmar un tratado similar con Alemania, para compensar la rúbrica de esta del de Locarno; los problemas de ingreso de Alemania en la Sociedad de Naciones le permitieron conseguirlo. El 26 de abril de 1926, se firmó el nuevo tratado de neutralidad —conocido también como Tratado de Berlín— y no agresión entre Berlín y Moscú en la capital alemana. Al tratado lo acompañó la concesión de algunos créditos a largo plazo para los soviéticos.
Chicherin ofreció tratados similares al turco y al alemán a Finlandia, Estonia, Letonia y Lituania. Pero solo esta última acabó firmándolo, tras largas negociaciones de varios meses, el 28 de septiembre de 1926. Por su parte, Letonia (el 19 de julio) y Estonia (el 18 de agosto), firmaron pactos con la URSS que dirimían las disputas fronterizas entre ellas y sirvieron para reducir las tensiones en la región.
En cuanto a la relación entre la URSS y Gran Bretaña, a la antigua rivalidad entre el Imperio ruso y el británico surgida en el siglo xix se unió la ideológica entre el socialismo soviético y el imperialismo capitalista británico. Chicherin, que veía a los británicos como adalides del capitalismo mundial y la mayor potencia del momento y hacia los que mantenía una mezcla de temor, admiración y desprecio, trató a lo largo de la década de obtener el reconocimiento oficial de Londres del Gobierno soviético. Londres había otorgado el reconocimiento oficioso mediante el tratado bilateral de comercio firmado por los dos países el 16 de marzo de 1921, tras meses de complicada negociación. De la primavera al otoño de 1923, se vivió un momento de gran tensión entre las dos naciones, tanto por los roces en las negociaciones en Lausana como por el disgusto británico por lo que Londres consideraba actividades subversivas soviéticas y la victoria conservadora en las elecciones de noviembre de 1922. El nuevo, pero inestable Consejo de Ministros laborista que tomó posesión el 22 de enero de 1924 reconoció por fin formalmente al Gobierno soviético (1 de febrero), pero no se atrevió a intercambiar embajadores. El reconocimiento británico precipitó el de otros países a lo largo de los dos años siguientes: Italia lo hizo el 7 de febrero y la siguieron Austria, China, Dinamarca, Francia, Grecia, México, Noruega, Suecia y Japón. Este éxito aumentó el prestigio del ministerio y la del propio Chicherin en el partido —el embajador alemán llegó a informar erróneamente a su Gobierno de la probabilidad de que sucediese a Lenin al frente del Sovnarkom—; ingresó por primera vez en el comité central del PCUS precisamente en 1924 y revalidó el puesto al año siguiente. La ruptura formal del aislamiento diplomático soviético fue, no obstante, más teórico que real: a pesar del reconocimiento del Gobierno soviético por numerosos países, en Europa Moscú solo mantenía estrechas relaciones con Berlín.
El acercamiento anglo-soviético del verano de 1924, que se plasmó en la firma de un tratado comercial el 10 de agosto, que Chicherin celebró oficialmente, pronto dio paso a tensiones, que este atribuyó a maquinaciones del Foreign Office británico que, en su opinión, minaba con sus actividades al primer ministro laborista británico MacDonald. El comisario de Asuntos Exteriores dudaba de que los laboristas, en minoría en el Parlamento, fuesen capaces de ratificar el tratado o de hacer que este condujese a un estrechamiento de relaciones políticas además de comerciales. La victoria conservadora en las elecciones de octubre puso fin a las esperanzas de que se lograse un acuerdo político entre los dos países. El acuerdo económico quedó sin ratificar y las relaciones bilaterales quedaron en la práctica suspendidas.

### Oriente Próximo, Asia y las colonias

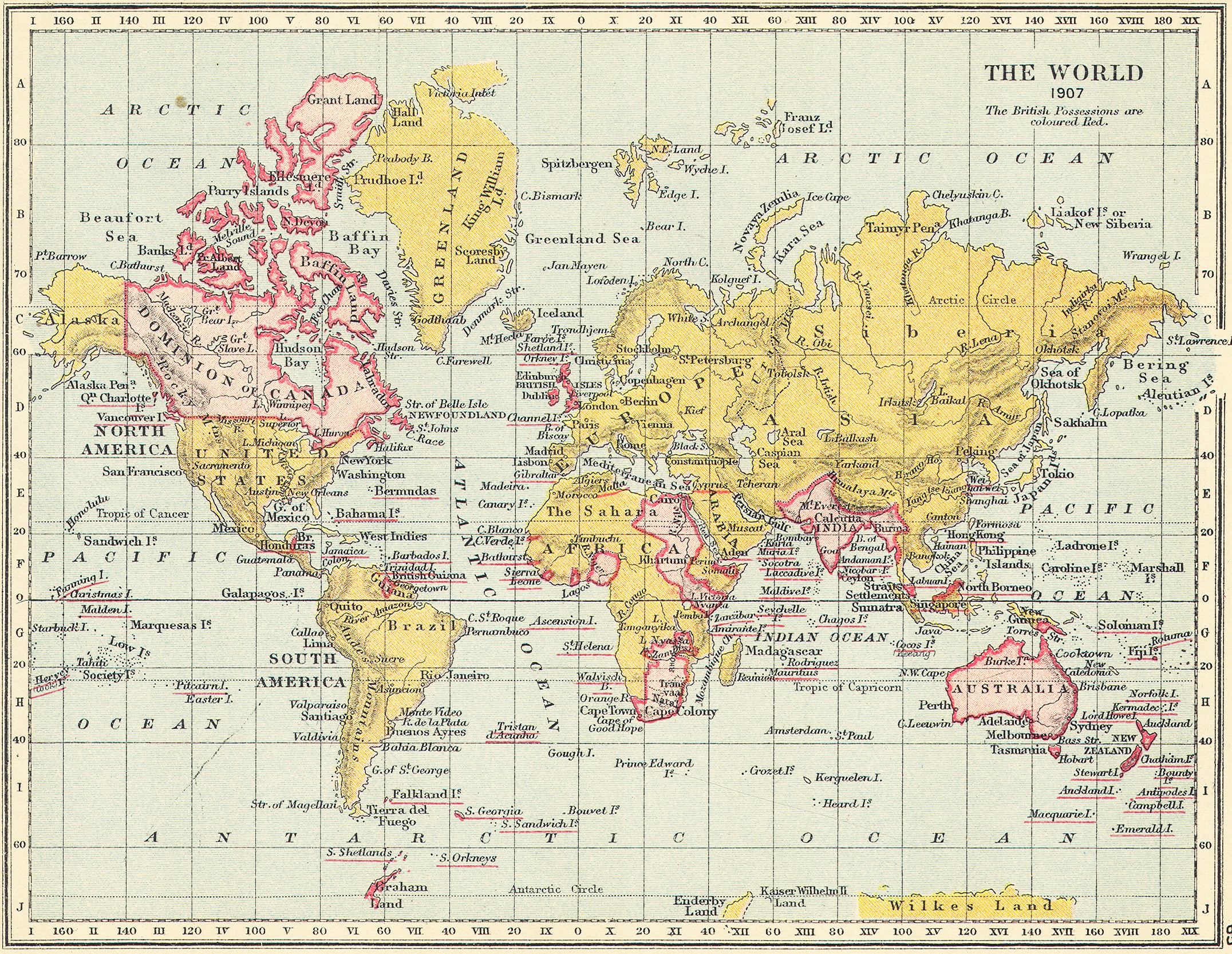
El Imperio británico a comienzos del siglo xx. Chicherin veía en él el principal campeón del capitalismo mundial y favoreció tanto el proceso de liberación de las colonias como la firma de una serie de tratados de neutralidad y no agresión con países asiáticos amenazados por la expansión británica.

Ya en 1919, ante la parálisis de la revolución en Europa, Chicherin comenzó a señalar la importancia de las naciones y territorios sometidos por las potencias imperialistas, que se hallaban según él en una situación similar a la de la Rusia zarista, dominada por el capital extranjero. Rusia, con su revolución, debía convertirse en el paradigma que debían seguir estos territorios para sacudirse el yugo colonial. La subversión de las colonias debía servir para coadyuvar indirectamente a la eliminación del capitalismo, ya que el enfrentamiento abierto con las potencias era imposible por la debilidad militar de la Rusia soviética. Así, los primeros contactos con los Gobiernos persa, afgano y chino y con los nacionalistas turcos se establecieron ya en la primavera y el verano de 1919.
Chicherin logró que se invitase a la URSS a las conversaciones de paz celebradas en Lausana entre Grecia y Turquía que condujeron al nuevo Tratado de Lausana entre las dos naciones, a pesar de la reticencia británica. Turquía insistió en la presencia soviética, a pesar de que esta quedó limitada, por imposición de las potencias, al asunto del acceso a los estrechos del mar Negro. Participó en la primera ronda de conversaciones que tuvo lugar entre el 22 de noviembre de 1922 y el 4 de febrero de 1923, en la que tuvo que enfrentarse al hábil representante británico, lord Curzon y en la que no logró imponer las reivindicaciones soviéticas, que incluían la exclusión de las armadas extranjeras del mar Negro. Apoyó también en vano a los turcos en su deseo de obtener Mosul, que finalmente quedó adjudicado al Reino de Irak, apadrinado por los británicos, en diciembre de 1925. Derrotado por los británicos, que lograron que se aprobase el ingreso de naves de guerra al mar Negro en periodos de paz en contra de los deseos soviéticos, Chicherin no acudió a la segunda ronda de sesiones en Lausana que tuvieron lugar en la primavera de 1924; la URSS firmó, pero nunca ratificó, el tratado del 24 de julio de 1924. Salvó la vida al no regresar a Suiza: un emigrado antisoviético que esperaba asesinarlo tuvo que atacar a otro miembro de la delegación, que perdió la vida en el atentado. A pesar de su fracaso ante los británicos en la conferencia de paz, Chicherin la aprovechó para presentar a su país como campeón del antiimperialismo británico y partidario de los movimientos anticolonialistas. Durante su estancia en Lausana, aprovechó además para tratar con representantes diplomáticos de otros países interesados en iniciar contactos con los soviéticos. La conferencia coincidió con dos acontecimientos importantes para el comisario: la retirada de la política de Lenin debido a su enfermedad, y la campaña de Litvínov para apartarlo de la dirección de la comisaría, que el resultado de las negociaciones —mejores de lo esperado dada la debilidad rusa—, impidió.
Consideraba muy importante las relaciones con las colonias y los Estados dependientes de las potencias coloniales, ya que estaba convencido de que la lucha de estas contra las naciones imperiales socavaría el imperialismo y favorecería indirectamente la extensión de la revolución socialista en Europa. La Rusia soviética debía servir además de modelo de desarrollo a los territorios atrasados industrialmente, aún sometidos a las potencias coloniales, y de lucha de liberación del sometimiento a estas. En 1924-1925, ante el fracaso de la extensión de la revolución en Europa, la agitación anticolonial y revolucionaria en Asia cobró mayor importancia, aun cuando conllevaba el riesgo de chocar con los amplios intereses británicos en la zona.
En el Lejano Oriente, las malas relaciones con Japón de los primeros años de posguerra dieron paso a una mejora tras el fracaso soviético por mejorar el trato con los Estados Unidos. El 20 de enero de 1925, se firmó el tratado bilateral de neutralidad, que incluyó el reconocimiento oficial japonés al Gobierno de la URSS y la garantía soviética de neutralidad en caso de conflicto entre Japón y otro país; aunque las relaciones mejoraron y esto alarmó a Gran Bretaña y los Estados Unidos, nunca fueron verdaderamente cordiales. Los soviéticos otorgaban a China un papel incluso más relevante que a Japón, principalmente como medio para minar el poderío británico en la región. Con el mismo objetivo de oponerse a los británicos, Chicherin buscó acuerdos con las naciones de Asia Central: Afganistán, Persia y Turquía. Estas debían servir de protección a la URSS frente a posibles agresiones de las potencias occidentales. El 26 de febrero de 1921, se rubricó un tratado de amistad y reconocimiento con Persia, al que siguió dos días más tarde otro similar con Afganistán. El 16 de marzo, Turquía suscribió un tratado parecido con la URSS y el 13 de octubre se firmó uno que regulaba las relaciones entre las repúblicas caucásicas —ya parte de la URSS— y Turquía. Los tratados con Persia, Afganistán y Turquía proporcionaron el reconocimiento oficial del Gobierno soviético, pero apoyo político y ventajas comerciales escasos. La imposibilidad de que estallase en estos países —y en China, que negociaba con los soviéticos con grandes titubeos— una revolución comunista y la renuencia de sus clases dirigentes a cooperar con los soviéticos contra las potencias coloniales eliminaban la utilidad de estas naciones como detonantes de la revolución mundial.
La actividad de Chicherin en la región tensó notablemente las relaciones con los británicos —la llegada al poder de los laboristas no supuso cambio alguno de importancia en la política colonial en la zona— en 1925, pero trajo sus frutos en los años siguientes: el 22 de abril de 1926 se firmó un pacto de neutralidad y no agresión con Afganistán, el 1 de octubre de 1927, se rubricó otro con Persia y el 1 de noviembre de 1928, con Yemen y el 17 de diciembre de 1929 se renovó el tratado turco-soviético de 1925. A estos se unieron otros tratados similares entre las naciones vecinas que reforzaron el sistema de Estados neutrales en torno a la URSS.

### Crisis y aislamiento internacional
A lo largo de 1926 y 1927, aumentó la tensión entre la URSS, que temía la formación de una alianza en su contra acaudillada por Gran Bretaña, y esta, que rechazaba lo que consideraba injerencias soviéticas en su política interior, en especial por el apoyo de la Comintern y los sindicatos soviéticos a la huelga general de 1926. Los temores habían comenzado con la firma del Tratado de Locarno en octubre de 1925, aunque al comienzo el posible entendimiento franco-alemán —que podía debilitar la alianza entre Francia y el Reino Unido— y la oportunidad de lograr un acuerdo económico con Francia hicieron que Moscú viese la situación aún con relativo optimismo. Sin embargo, los soviéticos comenzaron a preocuparse a finales del verano de 1926 por un posible plan británico que modificase las fronteras de Europa oriental en su perjuicio y que debía conceder territorio a Alemania con el objetivo de mejorar las relaciones entre Londres y Berlín.

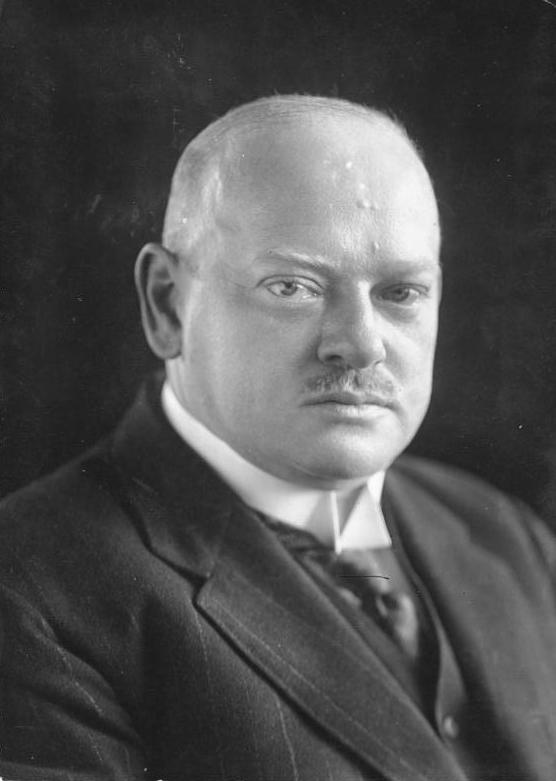
Gustav Stresemann, primer ministro y luego ministro de Asuntos Exteriores alemán, astuto diplomático que utilizó con habilidad las relaciones con la URSS para obtener concesiones de los vencedores de la Primera Guerra Mundial y puso fin a la orientación soviética de la política exterior de su país, para disgusto de Chicherin, que trató infructuosamente de impedirlo.

Chicherin vivió parte de las complicaciones con el Reino Unido desde Europa occidental, a donde partió en noviembre de 1926 para tratarse de sus enfermedades; no regresó a la URSS hasta finales de junio del año siguiente. Su salud había empeorado a lo largo del año: en abril apenas puedo trabajar y lo mismo sucedió en julio; en noviembre, dejó la gestión de la comisaría en manos de Litvínov y partió de nuevo a Alemania y a la Riviera francesa. En esta ocasión, la actividad política de Chicherin en Europa occidental fue menor que en las anteriores.
En diciembre y a pesar de la incomodidad alemana por la insistencia soviética, Chicherin trató una y otra vez de obtener la promesa alemana de no participar en el temido plan británico. Su estancia en Berlín fue corta —partió hacia Fráncfort del Meno el 9 de diciembre— y de escasas consecuencias, a pesar del convencimiento alemán de que el viaje del comisario soviético se debía más a los deseos de obtener acuerdos políticos con Alemania que a su mala salud. A la crisis con el Reino Unido —que incluyó el registro policial a la empresa de comercio exterior conjunta, que contaba con inmunidad diplomática y la ruptura de relaciones en mayo de 1927—, se sumaron otros reveses como el aplastamiento temporal de los comunistas chinos por Chiang Kai-shek en abril de 1927, el asesinato de un diplomático soviético en Polonia en junio o la posibilidad del estallido de otra crisis diplomática con Francia en el otoño. Además, en opinión de Moscú, la posibilidad de una mejora de relaciones entre París y Berlín, celebrada antes por los soviéticos, se convirtió de repente en un posible acuerdo germano-polaco en el que la nueva alianza franco-alemana utilizase a las fuerzas polacas contra la URSS. Chicherin, alarmado por la posibilidad de que Alemania se uniese a las potencias vencedoras en una coalición antisoviética, se entrevistó con Gustav Stresemann a comienzos de junio de 1927 para confirmar las garantías alemanas de permanecer neutral e impedir el paso de tropas por su territorio, garantías que este corroboró, aunque esto no tranquilizó completamente a las autoridades soviéticas. El temor a un enfrentamiento con las potencias occidentales, aunque real, sirvió también para justificar la industrialización soviética y para que Stalin acallase a la Oposición Unificada. Desde Europa occidental, Chicherin se mostró cada vez más crítico con la dirección de la política exterior soviética.
La URSS se encontraba prácticamente aislada internacionalmente en 1926-1927, tras la negativa de Stresemann a formalizar una alianza bilateral. La estrecha colaboración germano-soviética forjada en Rapallo había dado paso en 1925 a un alejamiento paulatino por los intentos alemanes de congraciarse con las potencias vencedoras; la neutralidad sustituyó a la cooperación en las relaciones bilaterales, debilitando la posición de Chicherin en la URSS. Débil militar y económicamente, el país tenía que limitarse a aprovechar las oportunidades diplomáticas que se le presentaban, sin poder imponer su criterio en la política internacional. La situación no solo privaba a la URSS de los ansiados créditos occidentales para desarrollar la economía, sino que impelía a reorganizar los recursos propios y reforzar las partidas destinadas a industria pesada y armamento, claves en un posible conflicto militar; la percepción soviética de la situación favorecía el nacionalismo y la autarquía. Litvínov, convencido del fracaso de la política filogermana de su superior, empezó a presentar a la dirección soviética —cada vez más dominada por Stalin— la necesidad de un cambio en política exterior. En 1927 y coincidiendo con el temor a un ataque occidental, la URSS se avino a pagar parte de la deuda zarista a Francia y le ofreció firmar un pacto de no agresión, medidas de apaciguamiento para intentar que no participase en la temida campaña antisoviética. Litvínov comenzó a acercar a la URSS a la Sociedad de Naciones, tratando de acabar con el aislamiento diplomático de la URSS, a pesar del rechazo de Chicherin hacia el organismo. Paulatinamente y coincidiendo con el agravamiento de su mala salud, Chicherin fue perdiendo toda influencia en la política exterior moscovita. Presentó su dimisión el 3 de junio de 1927, disgustado por lo que creía que eran intentos de Bujarin de debilitar las relaciones germano-soviéticas. A diferencia de las anteriores estancias de Chicherin en Europa occidental, esta vez Litvínov ni había mantenido informado a su superior de la situación de la política exterior soviética ni había atendido a las opiniones enviadas a Moscú por este; durante la ausencia de Chicherin, había tomado prácticamente las riendas de la comisaría, con el respaldo de Stalin, quien gozaba cada día de mayor poder en la política nacional.

## Últimos años

### Enfermedad y arrinconamiento político
Había presentado la dimisión, que fue rechazada, inmediatamente tras retornar a la capital soviética. El rechazo a la renuncia quizá se debió a la necesidad de Stalin de dar credibilidad a la posibilidad de un ataque a la URSS, utilizada contra Trotski y el resto de la oposición para acallarlos y que la dimisión del comisario de Asuntos Exteriores hubiese debilitado. Ajeno a las disputas internas del partido, no tomó partido por Trotski ni por Stalin, con los que mantenía malas relaciones. Tras la muerte de Lenin en 1924, quedó cada vez más aislado del centro del poder soviético, el politburó. Retomó su interés por la música durante su retiro en Europa occidental al final de la década de 1920 y redactó un ensayo sobre Mozart, que terminó en 1930 y que, debido al entusiasmo suscitado en Anatoli Lunacharski y Mijaíl Kalinin, aceptó publicar; Stalin prohibió, sin embargo, la publicación en 1934, que solo vio la luz tras la muerte de este gracias al empeño de una compositora, sobrina de Chicherin.

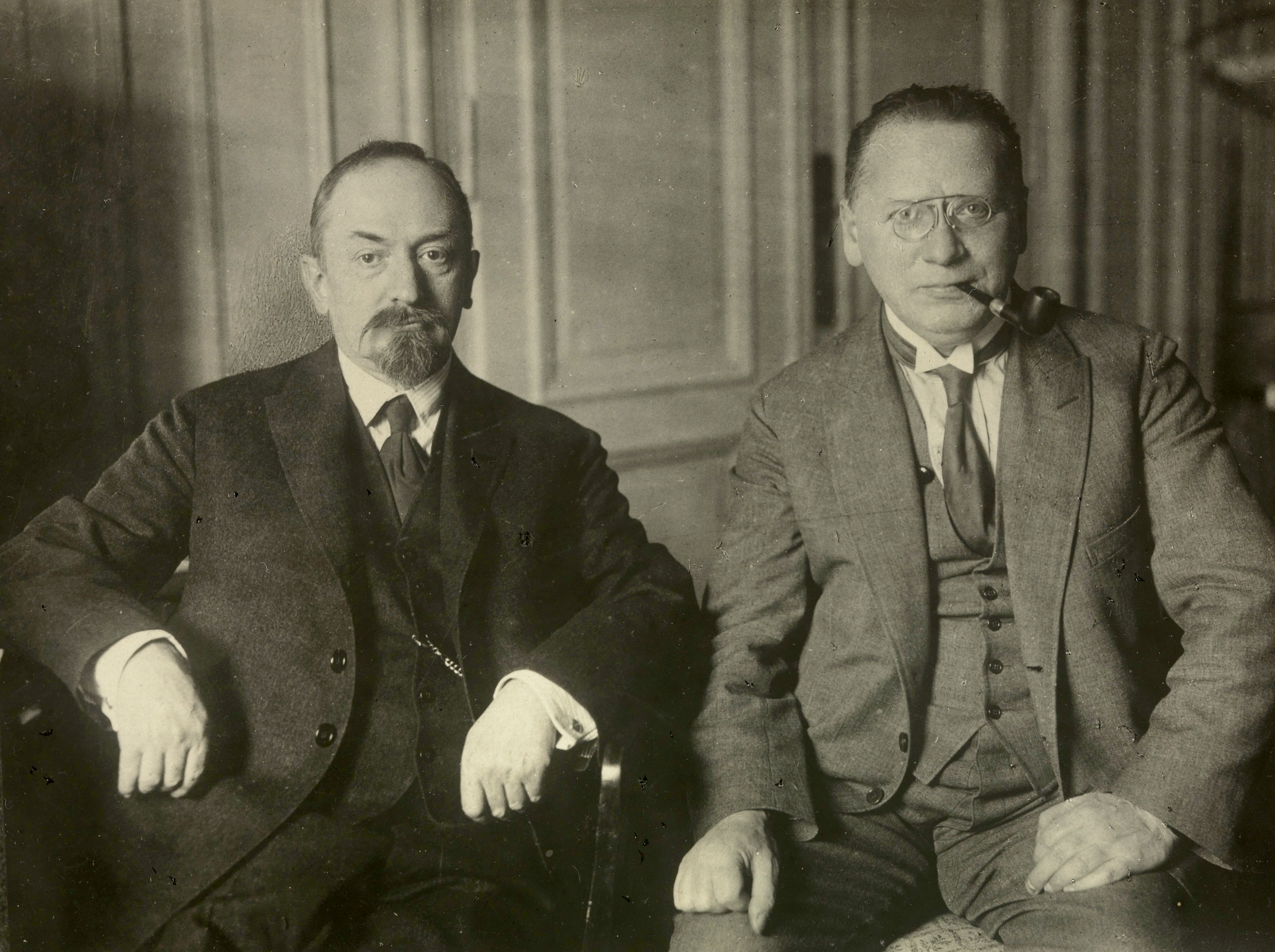
Chicherin junto a Maksim Litvínov en 1920. Litvínov, vicecomisario y más tarde sucesor de Chicherin al frente de la Comisaría de Asuntos Exteriores, difería de su superior tanto en carácter como en sus opiniones sobre política exterior.

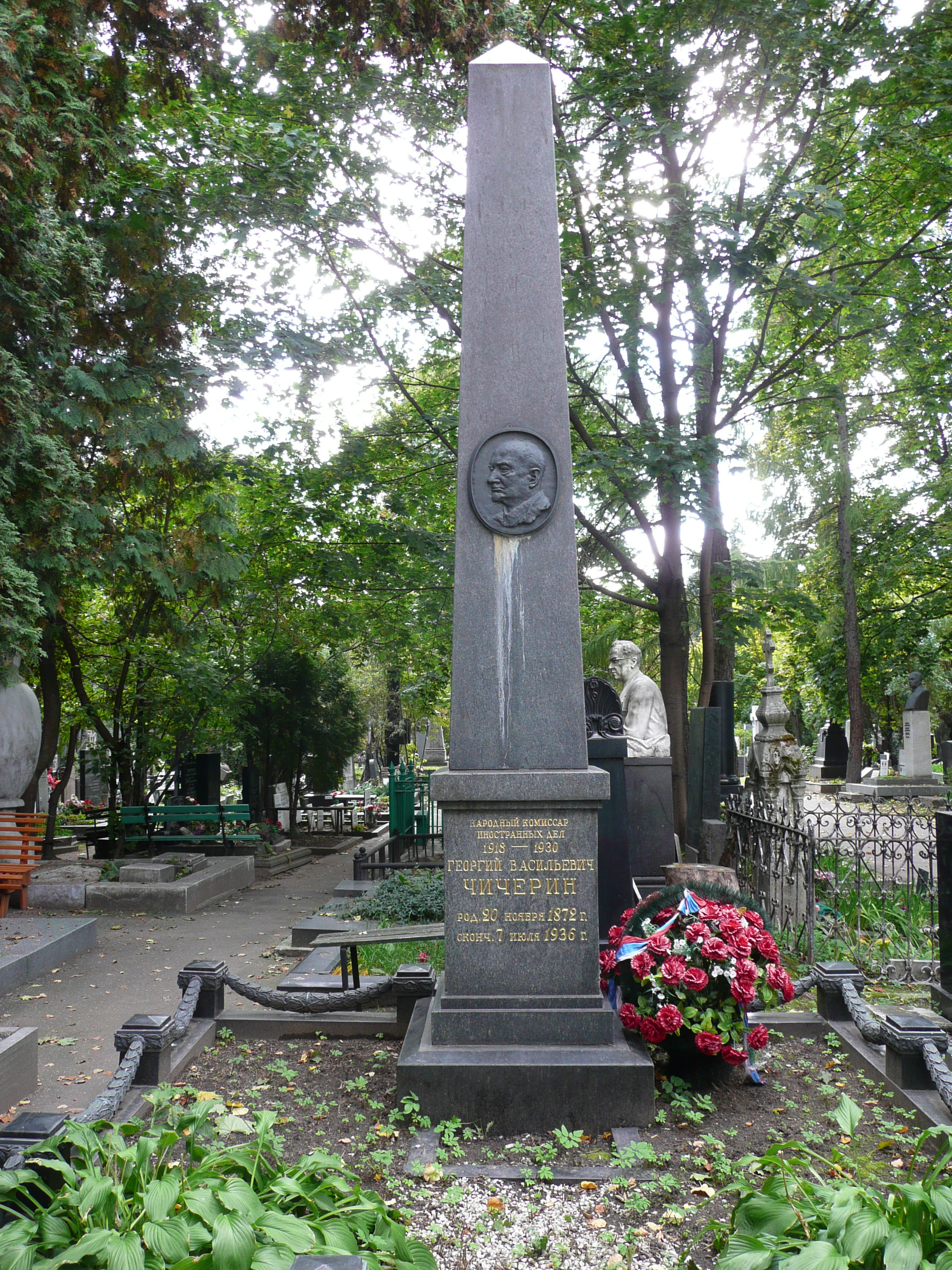
Tumba de Chicherin en el cementerio moscovita de Novodévichi. Su figura desapareció por completo de la política soviética hasta la muerte de Stalin.

El 29 de octubre de 1927, anunció la participación de su país en las sesiones de la comisión preparatoria para la conferencia mundial de desarme, a pesar de su oposición personal tanto a esta como a la Sociedad de Naciones —Litvínov asistió a las sesiones preparatorias—. Para entonces, empero, su influencia en las decisiones políticas había menguado notablemente y la dirección soviética había comenzado a adoptar la posición de Litvínov, que favorecía la mejora de relaciones con las potencias vencedoras de la guerra mundial, incluso si ello suponía poner en riesgo las maltrechas relaciones germano-soviéticas. Se mostró alarmado además por el empeoramiento de las relaciones bilaterales con Berlín, primero por el efecto de los reveses soviéticos en política exterior en 1927 y, al año siguiente, por el «escándalo Shajty», juicio propagandístico en el que varios técnicos alemanes fueron arrestados y acusados de sabotaje. La tensión por el juicio, que efectivamente socavó las relaciones germano-soviéticas como había advertido Chicherin, afectó a la salud de este que, enfermo y agotado mentalmente, se retiró a descansar a Alemania el 10 de septiembre de 1928. Junto a Brockdorff-Rantzau, ya mortalmente enfermo, trató de reducir el perjuicio causado por el juicio a las relaciones bilaterales antes de retirarse a recuperarse. Según varios diplomáticos, Chicherin, desilusionado con la actividad del Gobierno soviético, deseaba mudarse a Alemania de forma permanente. El tratamiento médico, que se esperaba corto, fue alargándose, como la estancia en Alemania: después de seis meses en un sanatorio berlinés, marchó a Wiesbaden y Fráncfort. Desde Alemania, de donde el Gobierno le exigió volver en varias ocasiones sin éxito, criticó la política exterior soviética hacia Berlín. Tras varios intentos infructuosos, Moscú envió a Lev Karaján —vicecomisario de Asuntos Exteriores— para organizar el regreso de Chicherin —todavía muy enfermo y débil— a la capital soviética, a la que llegó el 6 de enero de 1930.
Muy trabajador, fue quedando paulatinamente apartado de su puesto por su enfermedad desde 1928, y fue sustituido finalmente por su ayudante Maxim Litvínov en 1930. Desde su vuelta de su larga convalecencia en Alemania, tuvo que esperar siete meses como comisario oficial —aunque sin poder alguno ya— antes para poder retirarse. Su relevo coincidió, además de con el agravamiento de su enfermedad que lo hacía dependiente de la morfina, con el triunfo definitivo de Stalin sobre sus rivales en el partido, con el que mantenía serias diferencias. Litvínov favorecía el acercamiento a las potencias occidentales, al que Chicherin se oponía. Al contrario que Litvínov y la dirección estalinista soviética, rechazaba que la URSS se adhiriese al Pacto Kellog-Briand que, al igual que la Sociedad de Naciones, percibía como un mero instrumento de las potencias occidentales para imponer al país. Según Chicherin, la ausencia de un acuerdo obligatorio de desarme que acompañase al pacto y la falta de participación soviética en la redacción lo hacían peligroso para la URSS e inútil para mantener la paz mundial. A pesar del claro cambio de orientación en política internacional, la dirección soviética mantuvo a Chicherin formalmente al frente de la Comisaría de Asuntos Exteriores hasta el 25 de julio de 1930, cuando Litvínov lo relevó oficialmente. El cambio al frente del ministerio, justificado oficialmente por la mala salud de Chicherin, se debió también a las malas relaciones entre este y Stalin, que databan de principios de la década.
Su figura contrastó en gran medida con la de su sucesor: mientras que Chicherin era sofisticado, Litvínov era directo hasta la rudeza; mientras aquel defendía los postulados revolucionarios desde un punto de vista ruso, Litvínov era más consciente de la situación internacional; mientras el primero tendía a concentrar en su persona gran parte del trabajo del ministerio, el segundo era capaz de delegar en sus subordinados. A la vez, la preocupación personal por los miembros del ministerio de Chicherin se contraponía con la relación puramente profesional entre Litvínov y los diplomáticos.

### Relevo de la comisaría y retiro de la política
Una vez relevado del Comisariado de Asuntos Exteriores, llevó una vida recluida y alejada por completo de la vida política. Se refugió en la literatura y en la música, a pesar de su anterior dedicación casi exclusiva a la política. Perdió su puesto en el comité central del PCUS. Expulsado de su vivienda junto al ministerio, pasó a residir cerca de la embajada estadounidense y en 1931 se llegó a rumorear que vivía en la miseria y había caído en el alcoholismo, rumores que el Gobierno negó. En 1932, el comité central del PCUS decidió asignarle un apartamento cercano a la embajada estadounidense, en un nuevo edificio construido para los funcionarios del Ministerio de Exteriores. Enfermo aún de diabetes y polineuritis, sufría también una enfermedad nerviosa que probablemente degeneró en locura en los últimos meses de vida. Su salud empeoró considerablemente en enero de 1936 y poco después se lo trasladó al hospital del Kremlin, en el que falleció de hemorragia cerebral a las 9:35 p. m. del 7 de julio del mismo año.
Su cadáver quedó expuesto en la sala de conferencias del Comisariado de Asuntos Exteriores (Narkomindel) antes de ser enterrado en el cementerio Novodévichi de Moscú. Por orden de Stalin, Krestinski quedó encargado de su oración fúnebre, en la que tuvo que criticar su figura. Tras su muerte, su nombre fue retirado de la historia oficial del partido comunista soviético. Andréi Gromyko rehabilitó su reputación tras la muerte de Stalin y reconoció su aportación a la consolidación del gobierno soviético y su habilidad como diplomático.